# لبنان
لُبنَان (رسميًّا: الجُمْهُورِيَّة اللبنانيَّة) هي دولة عربيّة واقِعَة في الشَرق الأوسط في غرب القارة الآسيويّة. تَحُدّها سوريا من الشمال والشرق، وفلسطين المحتلة (إسرائيل) من الجنوب، وتطل من جهة الغرب على البحر الأبيض المتوسط. هو بلد ديمقراطي جمهوري طوائفي. مُعظم سكانه من العرب المسلمين والمسيحيين. وبخلاف غالبيّة الدول العربيّة هناك وجود فعّال للمسيحيين في الحياة العامّة والسياسيّة. هاجر وانتشر أبناؤه حول العالم منذ أيام الفينيقيين، وحاليًّا فإن عدد اللبنانيين المهاجرين يُقدَّر بضعف عدد اللبنانيين المقيمين.
واجه لبنان منذ القدم تعدد الحضارات التي عبرت فيه أو احتلّت أراضيه وذلك لموقعه الوسطي بين الشمال الأوروبي والجنوب العربي والشرق الآسيوي والغرب الأفريقي، ويعد هذا الموقع المتوسط من أبرز الأسباب لتنوع الثقافات في لبنان، وفي الوقت ذاته من الأسباب المؤدية للحروب والنزاعات على مر العصور تجلت بحروب أهلية ونزاع مصيري مع إسرائيل. ويعود أقدم دليل على استيطان الإنسان في لبنان ونشوء حضارة على أرضه إلى أكثر من 7000 سنة.
في القدم، سكن الفينيقيون أرض لبنان الحالية مع جزء من أرض سوريا وفلسطين، وهؤلاء قوم ساميون اتخذوا من الملاحة والتجارة مهنة لهم، وازدهرت حضارتهم طيلة 2500 سنة تقريبًا (من حوالي سنة 3000 حتى سنة 539 ق.م). وقد مرّت على لبنان عدّة حضارات وشعوب استقرت فيه منذ عهد الفينيقين، مثل المصريين القدماء، الآشوريين، الفرس، الإغريق، الرومان، الروم البيزنطيين، العرب، الصليبيين، الأتراك العثمانيين، فالفرنسيين.
وطبيعة أرض لبنان الجبلية المنيعة كمعظم جبال بلاد الشام كانت ملاذًا للمضطهدين في المنطقة منذ القدم، وفي الوقت ذاته صبغت مناخه وجمال طبيعته التي تجذب السياح من البلاد المحيطة به مما أنعش اقتصاده حتى في أحلك الأزمات، فاقتصاده يعتمد على الخدمات السياحية والمصرفية التي تشكّل معاً أكثر من 65% من مجموع الناتج المحلي.
يعتبر لبنان أحد أكثر المراكز المصرفية أهمية في آسيا الغربية، ولمّا بلغ ذروة ازدهاره أصبح يُعرف «بسويسرا الشرق»، لقوة وثبات مركزه المالي آنذاك وتنوعه، كما استقطب أعدادا هائلة من السياح لدرجة أصبحت معها بيروت تعرف بباريس الشرق. بعد نهاية الحرب الأهلية جرت محاولات عديدة ولا تزال لإعادة بناء الاقتصاد الوطني والنهوض به من جديد وتطوير جميع البنى التحتية، وقد نجح البعض منها، فقد تفادت معظم المصارف اللبنانية الوقوع في متاهة الأزمة الاقتصادية العالمية لسنة 2007 التي أثرت في معظم الشركات والمصارف حول العالم، وفي سنة 2009 شهد لبنان نموًا اقتصاديًا بنسبة 9% على الرغم من الركود الاقتصادي العالمي، واستقبل أكبر عدد من السياح العرب والأوروبيين في تاريخه.
ويشتهر لبنان بنظامه التربوي الرائد والعريق في القدم الذي يسمح بإنشاء مؤسسات تعليمية من مختلف الثقافات ويشجع التعليم بلغات مختلفة بالإضافة للعربية. وكان لأبنائه دورٌ كبير في إثراء الثقافات العربية والعالمية في مجالات العلوم والفنون والآداب وكانوا من رواد الصحافة والإعلام في الوطن العربي.

## أصل التسمية

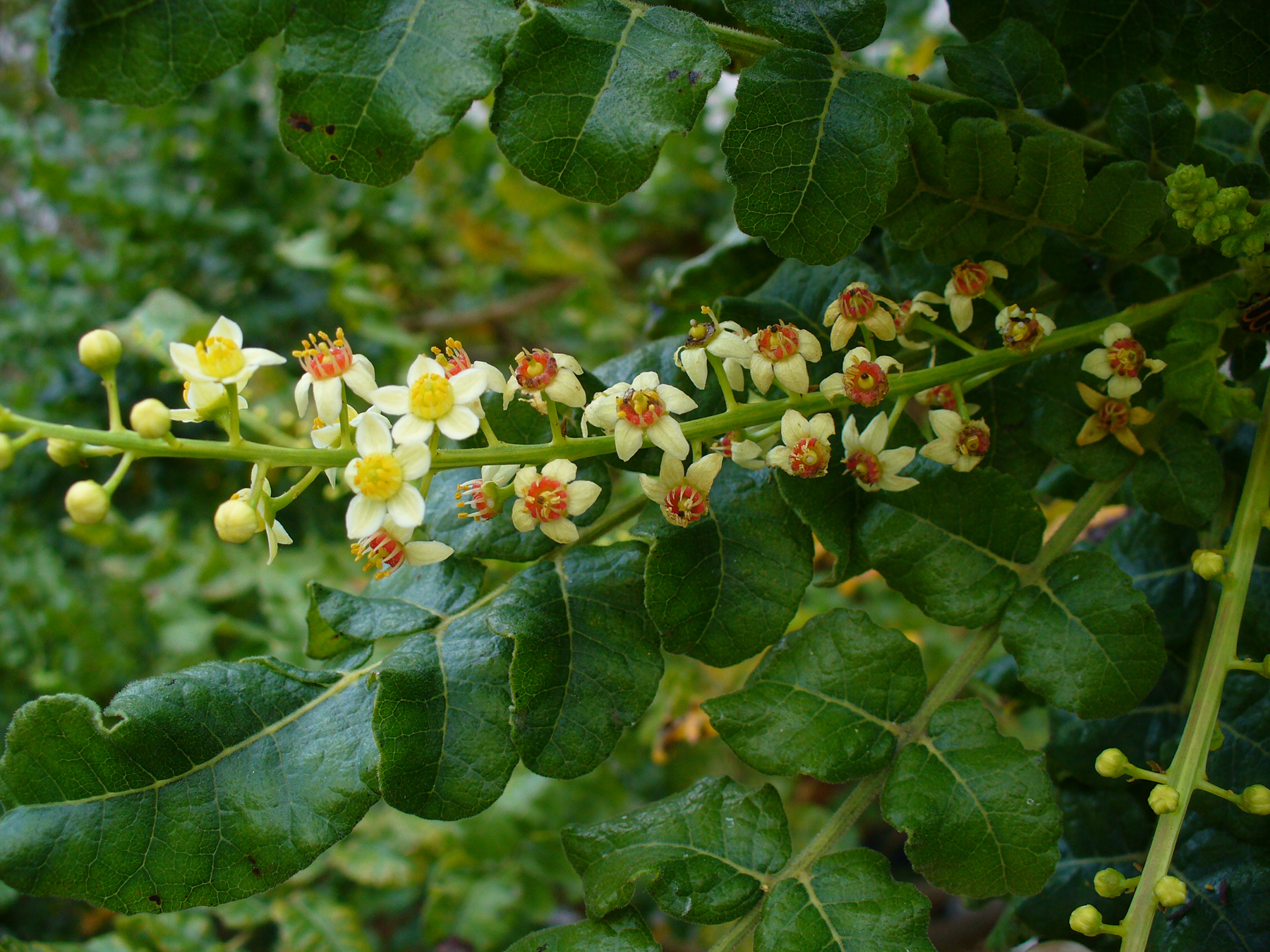
شجرة اللبان أو البخور، التي تنص بعض المصادر على أن لبنان اشتق اسمه منها.

عُرفت سلسلة الجبال الواقعة على الساحل الشرقي للبحر المتوسط باسم «جبال لبنان» منذ زمن سحيق. فقد ذُكرت في آثار إبلا في منتصف الألف الثالث قبل الميلاد، و12 مرة في ملحمة جلجامش، و 64 مرة في العهد القديم. ويرد أصل اسم لبنان إلى ثلاثة احتمالات:
- لبنان مشتق من كلمة « ل ب ن » السامية وهي تعني «أبيض» وذلك بسبب لون الثلوج المكللة لجباله.
- مشتق من كلمة «اللبنى» أي شجرة الطيب، أو اللبان أي البخور، وذلك لطيب رائحة أشجاره وغاباته.
- هو اسم سرياني مؤلف من «لب» و«أنان» وتعني «قلب الله» إذ اشتهرت جبال لبنان كموطن للآلهة عند الأقدمين.
كما ذكر في الكتابات الفرعونية كـ «ر م ن ن». والمعروف أن «ر» الفرعونية ترمز إلى الكنعانيين..
وفي عام 1920 خلال الانتداب الفرنسي على سوريا ولبنان ضُمَّت المدن الساحلية ومناطق الشمال ووادي البقاع وسفوح سلسلة جبال لبنان الشرقية إلى مناطق متصرفية جبل لبنان وسميت بدولة لبنان الكبير. فأصبحت تسمى هذه المناطق كلها بلبنان. وعندما حصل لبنان على الاستقلال في 22 نوفمبر 1943 اعتمد اسم «الجمهورية اللبنانية».

## التركيبة السكانية

### السكان
الدين في لُبنان حسب تقديرات وكالة المخابرات المركزية سنة 2020، البيانات للمواطنين فقط، ولا تشمل اللاجئين.
ثمة خليط كبير في لبنان من الطوائف الدينية إذ يتنوع الشعب اللبناني على 18 طائفة معترف بها رسميًا. في إحصائية وكالة المخابرات المركزية سنة 2020 يشكل المسلمون غالبية الموطنين ونسبتهم 69.3%، و30.7% من المواطنين اللبنانيين مسيحيين. لبنان البلد الوحيد في الوطن العربي الذي يتولى رئاسته مسيحيون بحكم عرف دستوري. يبلغ عدد سكان لبنان بتقدير الأمم المتحدة لعام 2008 نحو 4,099,000 نسمة. ويُقدر عدد اللبنانيين المغتربين والمنحدرين من أصل لبناني في العالم بحوالي 8,624,000 نسمة، وفقا لإحصاء سنة 2001، ينتمي غالبيتهم إلى الدين المسيحي، لأن الهجرة اللبنانية بدأت من متصرفية جبل لبنان ذات الأغلبية المسيحية. أمّا نسبة زيادة السكان فهي 0.85%، ومن المتوقَّع أن ينخفض عدد سكان لبنان عام 2050 إلى 3,001,000. وتبلغ الكثافة السكانية للبنان 344 نسمة / كلم.2 ويعيش ما بين 87% و90% من اللبنانيين في المدن منهم أكثر من 1,100,000 نسمة - أي ما يعادل ربع السكان - في العاصمة بيروت وضواحيها. وتبلغ نسبة المتعلمين فيه 87.4%. ويتكلم سكانه اللغة العربية وكثيرون منهم الفرنسية والإنجليزية. زد على ذلك لغات أخرى أقلّ استعمالا كالأرمنية والكردية والسريانية.

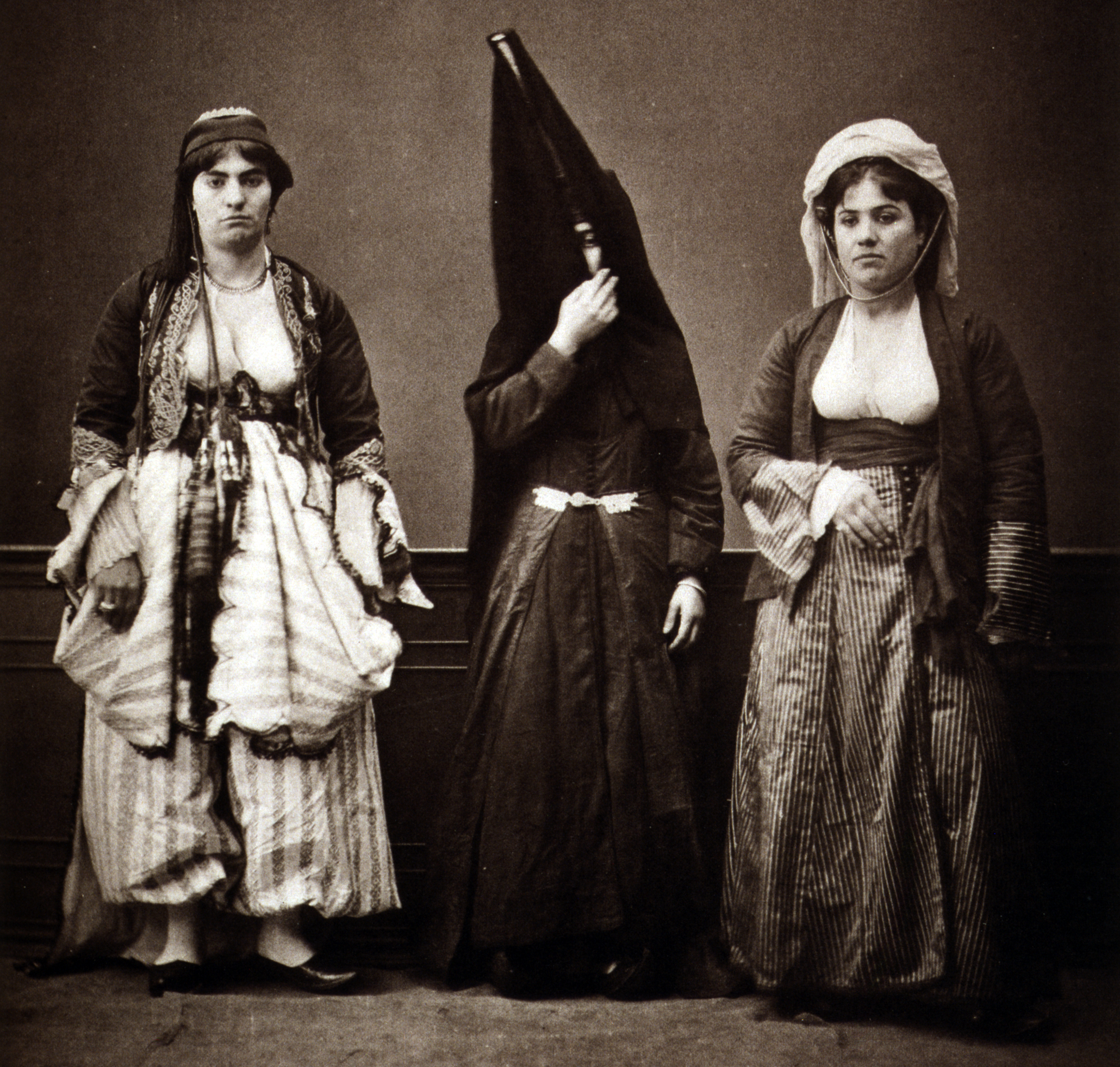
ثلاث نساء لبنانيات في عام 1873.

قُدّر عدد سكان لبنان في تموز/يوليو من عام 2008 بنحو 3,971,941 نسمة. بينما قدر عدد اللاجئين الأجانب في عام 2007 بما يزيد على 375,000 شخص: منهم 270,800 من فلسطين و 100,000 من العراق، و 4,500 من السودان. وأبعد لبنان أكثر من 300 لاجئ قسرا عام 2007. وتقدر الحكومة الأمريكية إجمالي عدد السكان بـ 5.3 مليون نسمة (منتصف عام 2022). وتقدر المفوضية السامية للأمم المتحدة لشؤون اللاجئين ومنظمات أخرى أن إجمالي عدد السكان يشمل 4.5 مليون مواطن و1.5 مليون لاجئ فروا من الصراعات في سوريا والعراق. يشكل العرب 94% من التركيبة السكانية، مع مزيجٍ من الشعوب المختلفة التي أتت لبنان واستقرت فيه عبر العصور، فمنهم من جذور فينيقية ورومانية وتركية وفارسية ولبعضهم جذور أوروبية من عهد الصليبين وفترة الانتداب الفرنسي. ففي تلك الحقبة استقرت في لبنان أقلية لا يستهان بها من الفرنسيين. لكن معظمهم غادر بعد الاستقلال عام 1943 ولم يبقَ منهم إلّا القليل. وثمة عدد كبير من السوريين والمصريين في لبنان حيث يعمل معظمهم في قطاع البناء والخدمات.

### اللغات واللهجات

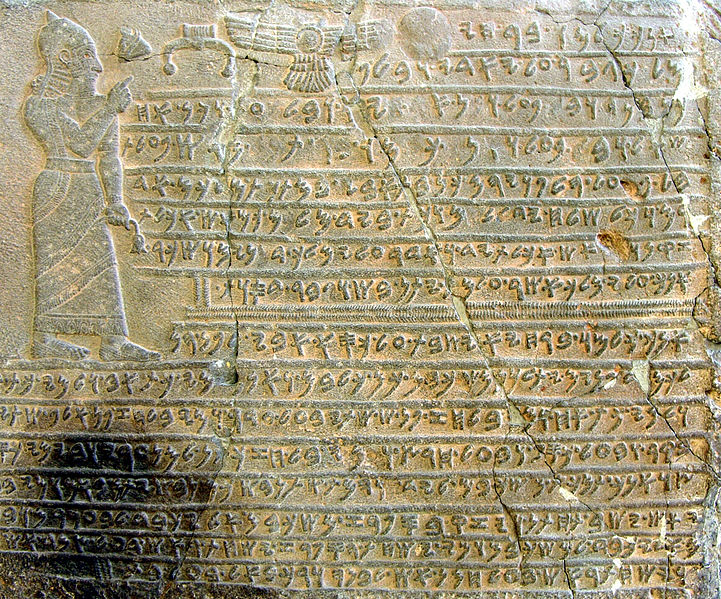
نقش باللغة الفينيقية، أوّل اللغات المدونة التي نطق بها سكان الساحل اللبناني الحالي.

كانت اللغة الفينيقية أول اللغات التي تكلمها السكان الذين قطنوا المناطق التي تدخل اليوم ضمن نطاق الدولة اللبنانية، وبعد ذلك بفترة انتشرت اللغة الآرامية والسريانية قبل أن تنتشر اللغة الإغريقية خلال العصر الهليني، أي عند غزو الإسكندر الأكبر. استمرت تلك اللغة متداولة لفترة طويلة نسبيّا بين السكان حتى الفتح الإسلامي لبلاد الشام، عندما حلّت اللغة العربية بدلا منها. ويتكلم اللبنانيون اليوم اللغة العربية المدموغة بلهجتهم الخاصة المستمدة من اختلاط اللغة العربية مع الآرامية والسريانية، وبعض الكلمات التركية والفارسية. كما أن معظم اللبنانيين يتكلمون أكثر من لغة منها الفرنسية والإنجليزية. كما تستعمل اللغة الأرمنية بكثرة بين اللبنانيين من أصل أرمني. وما زالت اللغة السريانية واللاتينية مستعملة في الطقوس الدينية المسيحية.
كانت اللغة الفرنسية تعتبر لغة رسمية في لبنان خلال فترة الانتداب، حيث كانت تستعمل في المعاملات والإجراءات الرسمية إلى جانب العربية، وبعد إعلان الاستقلال أصبح الدستور ينص على أن اللغة العربية هي اللغة الرسمية الوحيدة في لبنان. ويتكلم العديد من اللبنانيين اليوم أكثر من لغة في الجملة الواحدة في بعض الأحيان بشكل تلقائي، والبعض يفعل ذلك كمحاولة للتعبير عن مكانة اجتماعية معينة وما شابه، وهذا ما دفع بعض اللغويين إلى القول أن اللبنانيين يتكلمون لغة مختلفة عن اللغة العربية هي «اللغة اللبنانية»، إلا أن معظم اللبنانيين يرفضون هذه الفكرة وينظرون إلى اللغة التي يتكلمونها على أنها عربية.

## الجغرافيا

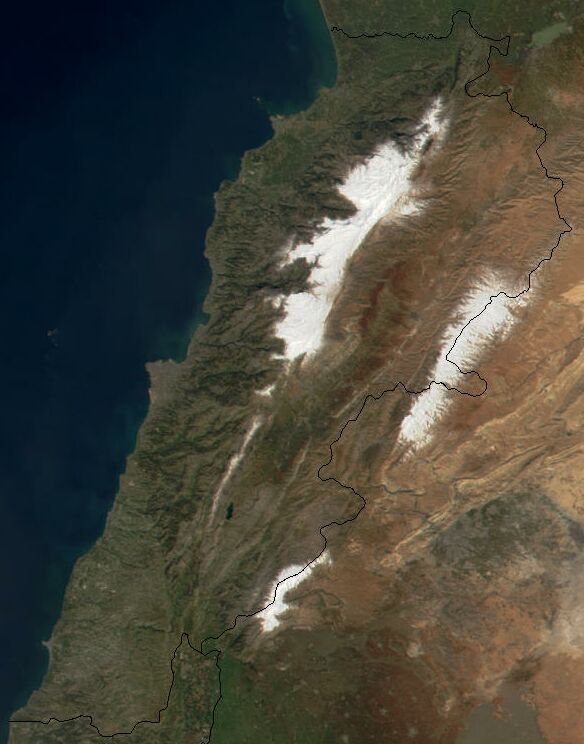
صورة ساتليّة تظهر الثلوج تغطي سلسلتي جبال لبنان.

### الموقع
يقع لبنان في غربي قارة آسيا. يحده البحر الأبيض المتوسط من الغرب بشاطئ طوله 225 كم (140 ميل)، وفلسطين المحتلة - إسرائيل  من الجنوب وسوريا من الشرق والشمال. وطول حدوده مع سوريا 375 كم (233 ميل)، ومع إسرائيل 79 كم (49 ميل). وهناك خلاف قائم بين لبنان وسوريا بشأن منطقة صغيرة تجاور مرتفعات الجولان المحتلة من قبل إسرائيل وهي مزارع شبعا، حيث أن كلا البلدين يدعي انتماءها لإقليمه.

### الأرض

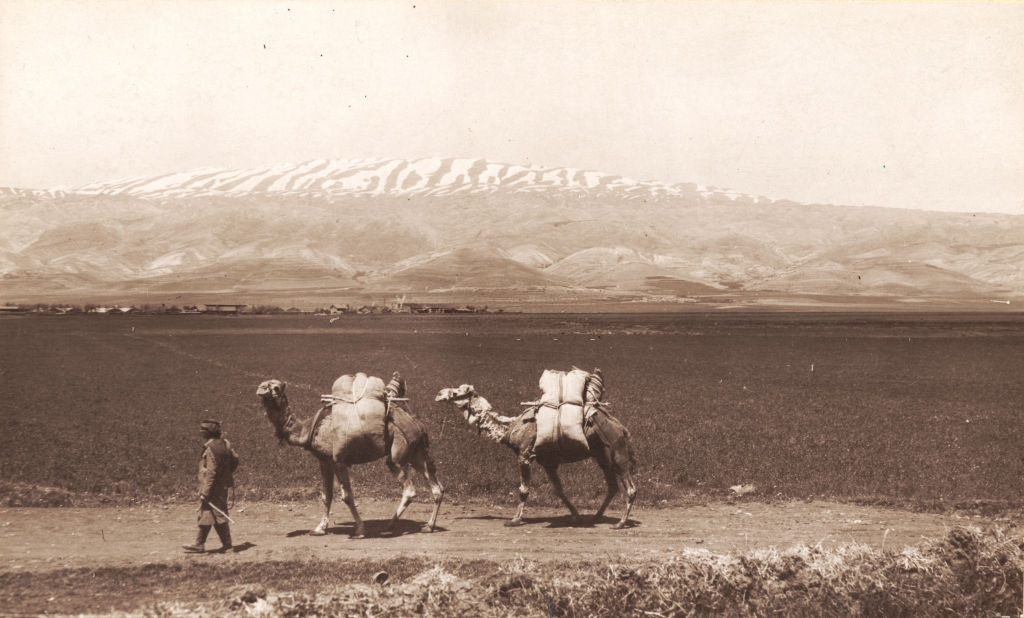
مجموعة من المسافرين، يحملون أغراضهم على الجمال، مروراً بجبال لبنان

معظم الأراضي اللبنانية جبلية ماعدا الخط الساحلي وسهل البقاع. وتخترق لبنان من الشمال إلى الجنوب سلسلتي جبال هما سلسلة جبال لبنان الشرقية والتي تشكل حدوده الشرقية مع سوريا وسلسلة جبال لبنان الغربية والتي تطل على البحر الأبيض المتوسط وأهمها جبل المكمل إذ أن قمته القرنة السوداء هي أعلى قمة جبل في غربي آسيا، ويفصل بين سلسلتي الجبال سهل البقاع. وتنتشر في لبنان الأنهار التي تتجمع من ذوبان الثلوج ومن أشهرها نهر الليطاني ونهر العاصي.

### المناخ
مناخ لبنان متوسطي معتدل:

خريطة تصنيف كوبن للمناخ في لبنان

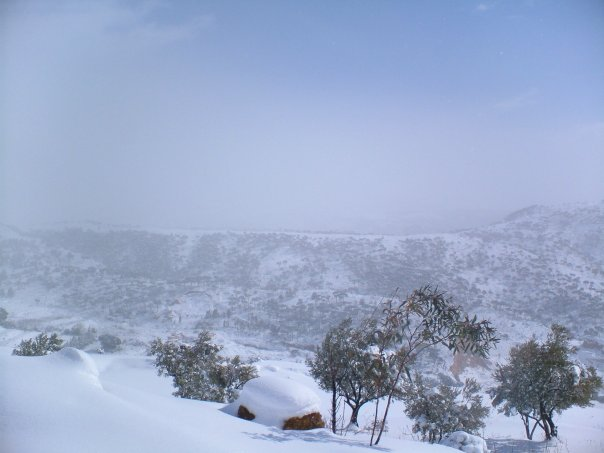
تساقط الثلوج في لبنان

- في الساحل: الشتاء بارد وممطر، أما الصيف فحار ورطب.
- في الجبال: الشتاء بارد وتصل الحرارة إلى ما دون الصفر مع تساقط الثلوج، أما الصيف فتكون درجات الحرارة فيه معتدلة بدون رطوبة.

معدلات هطول الأمطار مرتفعة بالنسبة للمنطقة المحيطة به إلا في الشمال الشرقي، وذلك بسبب سلسلة الجبال الغربية التي تمنع وصول المطر إلى تلك المنطقة.
ويشتهر لبنان بغابات الأرز رمز البلاد والتي كانت ضخمة في العصور الغابرة إلا أن كمية الأشجار تقلصت بسبب استعمال خشبها على مر العصور وعدم الاهتمام بإعادة زراعتها إضافة إلى إصابتها بالأمراض.

## التاريخ
يعود تاريخ لبنان إلى ما قبل بداية الحضارة البشرية، حيث تُظهر بعض الآثار وجود مجمعات بشرية بدائية تعيش على الصيد استوطنت الساحل اللبناني، أُطْلِقَ على الأفراد منها اسم «إنسان أنطلياس». وفي الفترة التي بدأت فيها المدنية والتاريخ، ازدهرت الحضارة على الساحل الذي يعتبر اليوم ساحل لبنان، فكان هذا الساحل موطن الشعب الفينيقي الذي انتشر حول البحر الأبيض المتوسط وخلال عهد الفينيقيين توالى على حكم لبنان عدد من الإمبراطوريات مثل المصريين، الآشوريين، الكلدانيين. وبعد قرنين من حكم الفرس، احتل الإسكندر الأكبر الساحل الفينيقي ودمر مدينة صور. وتوالى على حكم لبنان العديد من الحضارات المختلفة بعد ذلك وهي: الرومان، البيزنطيون، العرب، الصليبيون والعثمانيون. وتمتعت مناطق جبل لبنان بنوع من الاستقلال الجزئي تحت حكم العثمانيين بفترات الإمارة المعنية في القرن السادس عشر والسابع عشر والإمارة الشهابية في القرن السابع عشر حتى منتصف الثامن عشر وعهد القائممقاميتين (1842 - 1860) والمتصرفية (1860 - 1920).

### العصور القديمة

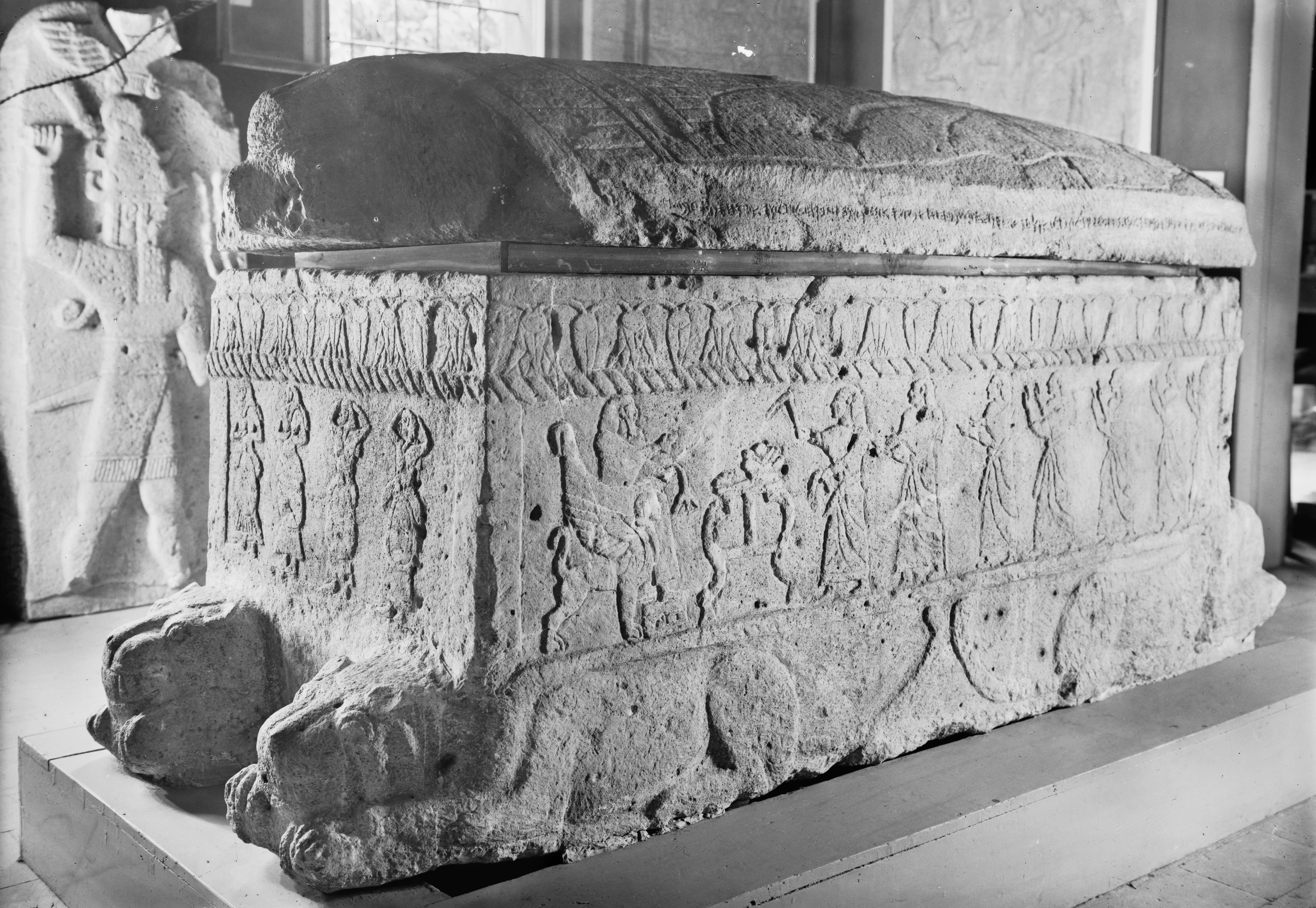
قبر احيرام ملك جبيل الفينيقي الموجود اليوم في متحف بيروت الوطني.

أثبتت الآثار أن البشر استوطنوا لبنان قبل عام 5000 ق.م. ومدينة جبيل هي أحد المدن المرشحة لتكون «أقدم مدينة مأهولة باستمرار». وبعض البقايا المتحجرة تشير إلى وجود من سكن سواحل المتوسط منذ عام 7000 ق.م. في العصرين الحجري الحديث والنحاسي. أما أقدم ذكر مدون للبنان فيعود إلى منتصف الألفية الثالثة قبل الميلاد، فقد ذُكر اسم لبنان في آثار إبلا. وكان سكان هذا الساحل الشرقي للبحر الأبيض المتوسط من الكنعانيين الساميين من صلب سام بن نوح. دعا الإغريق سكان هذه المناطق «بالفوينيكوس» والتي تعني البنفسجيين وذلك نسبة للون البنفسجي الذي طغى على ألبستهم وللصباغ الأرجواني الذي اشتهروا به. وهكذا عرفوا بالفينيقيين في الآثار القديمة. كما سمي أهل مناطق البقاع «بالأمورو» نسبة إلى الشعوب الأمورية التي أتت من جزيرة العرب واستوطنت بادية الشام، وخلال هذه الفترة كانت كل مدينة تشكل جمهورية أو مملكة مستقلة.

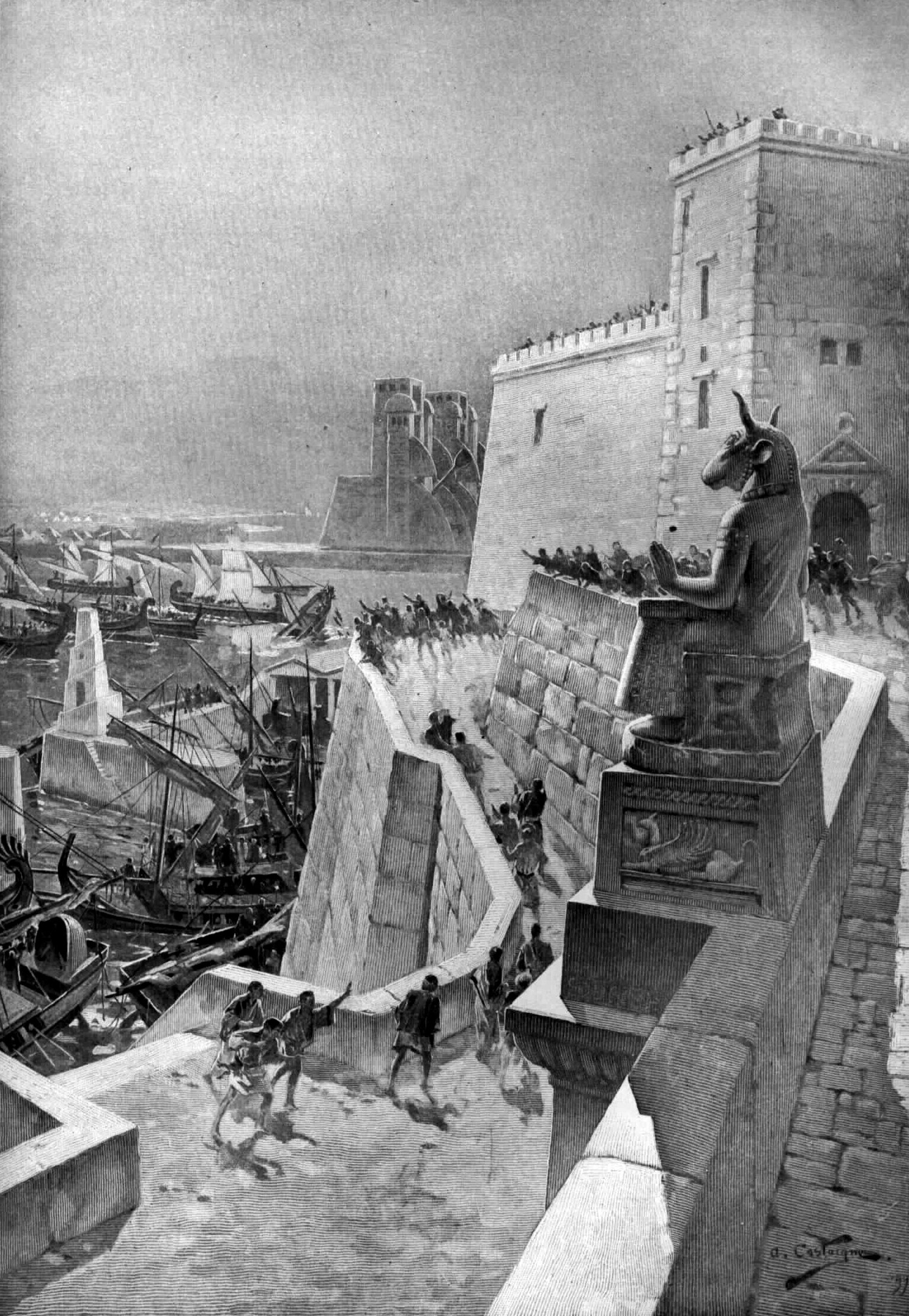
الحصار الإغريقي لمدينة صور.

خلال الفترة الفينيقية، كانت شعوب غربي آسيا مؤلفة من ممالك مستقلة كل في مدينة ساحلية. وكانت تشتهر كل مدينة بحسب صنعة أبنائها. فمدينتي صيدا وصور اشتهرتا بالتجارة البحرية. أما مدينة جبلا التي اشتهرت ببييلوس فتميزت بمراكزها الدينية وتجارتها مع مصر الفرعونية ما بين عاميّ 2686 ق.م و 2181 ق.م بحيث صدّرت خشب شجر الأرز وزيت الزيتون والنبيذ واستوردت الذهب من وادي النيل. واشتهرت مدينة بيريتوس بتجارتها ومراكز العبادة. احتل الفرعون تحتمس الثالث الساحل الشرقي للبحر المتوسط وضم المدن الفينيقية لحكمه، بعد أن طرد الهكسوس من مصر، وبنهاية القرن الرابع عشر قبل الميلاد، ضعفت الدولة الفرعونية مما أعطى لبنان الفرصة ليستقل عنهم في بداية القرن الثاني عشر ق.م. وبقي استقلال الفنيقيين للعقود الثلاث التي تلت، فازدهرت المنطقة وفرضت وجودها التجاري على حوض المتوسط، وبعد ذلك استولى الآشوريون على الساحل الشرقي للمتوسط وقضوا على ازدهار الفنيقيين، ثم تلاهم كل من البابليين والفرس.
وبعد انتصارات الملك الإغريقي الإسكندر المقدوني على الفرس في عام 333 ق.م، رحب الفنيقيون به فاتحا لبلادهم. إلا أن أهل صور رفضوا طلبه لتقديم ذبائح في معبد ملقارت مما دفعه لتدمير القسم البحري من المدينة، الذي كان جزيرة آنذاك، بعد 8 أشهر من الحصار. تأثر الفينقيون كثيرا بالثقافة الإغريقية مما أعطاهم طابعا مختلفا عن بقية شعوب المنطقة. بعد موت الإسكندر تبع الفنيقيون الدولة السلوقية،

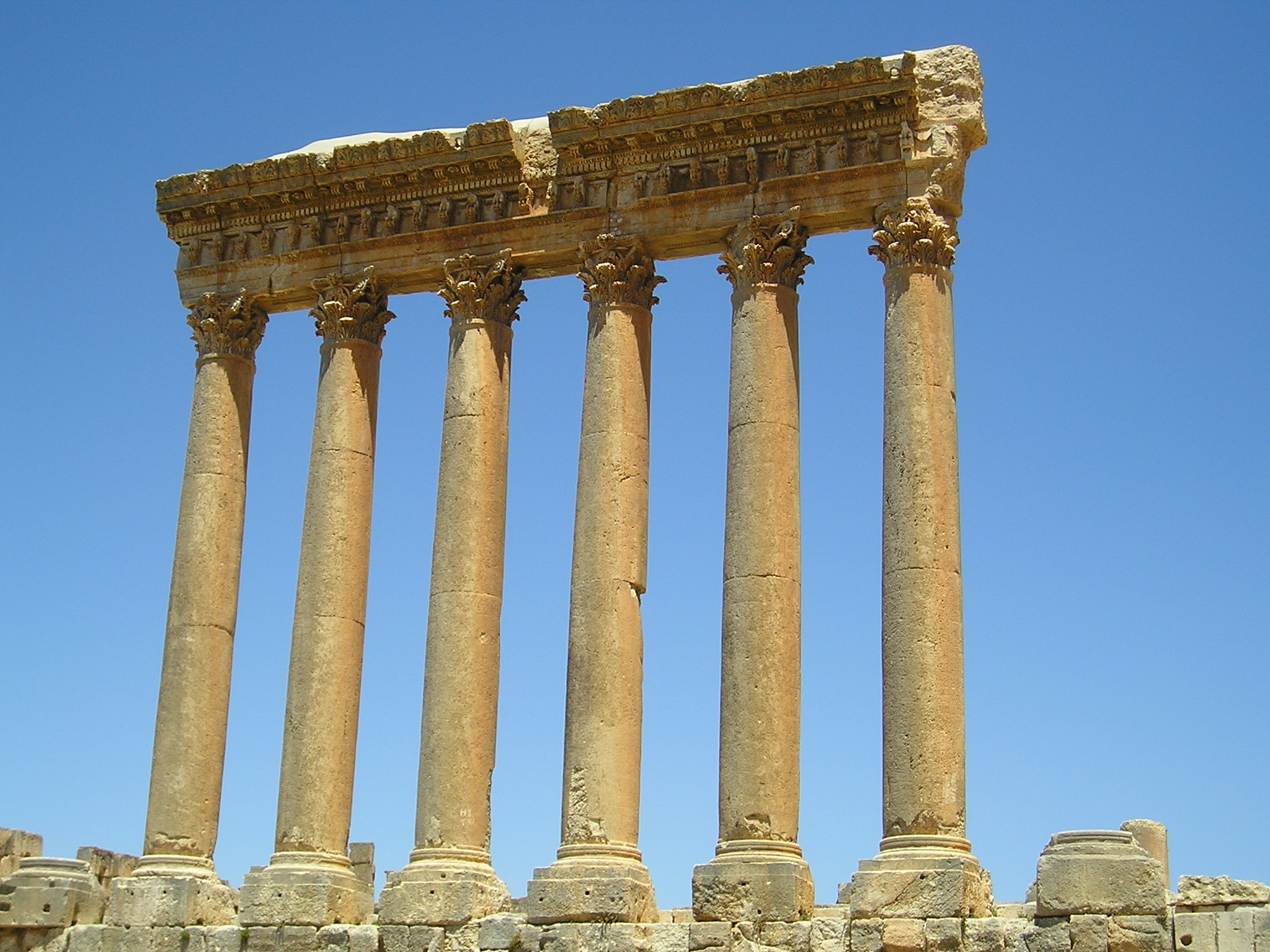
الأعمدة الستة الباقية من معبد جوبيتر في بعلبك.

وفي القرن الثالث قبل الميلاد، وقعت حادثة سيل العرم وانهيار سد مأرب وضياع مملكة سبأ المعروفة في التاريخ. وبسبب هذه الكارثة، هاجرت قبيلة عاملة بن سبأ بن يشجب بن قحطان من اليمن إلى أطراف الشام فيما عرف بجبل عامل، وهي منطقة الهضاب في جنوب لبنان المشرفة على البحر المتوسط وفلسطين وعُرف سكانها باسم أهل جبل عامل. وفي سنة 64 ق.م أنهى القائد بومبي حكم السلوقيون وضم المدن الفينيقية لحكم الرومان، ونعمت المدن الفينيقية بالازدهار الاقتصادي والفكري والثقافي آنذاك حيث أنشئت أكبر مدرسة لتدريس الحقوق في الإمبراطورية في بيروت التي عُرفت بأم الشرائع آنذاك.

### العصور الوسطى

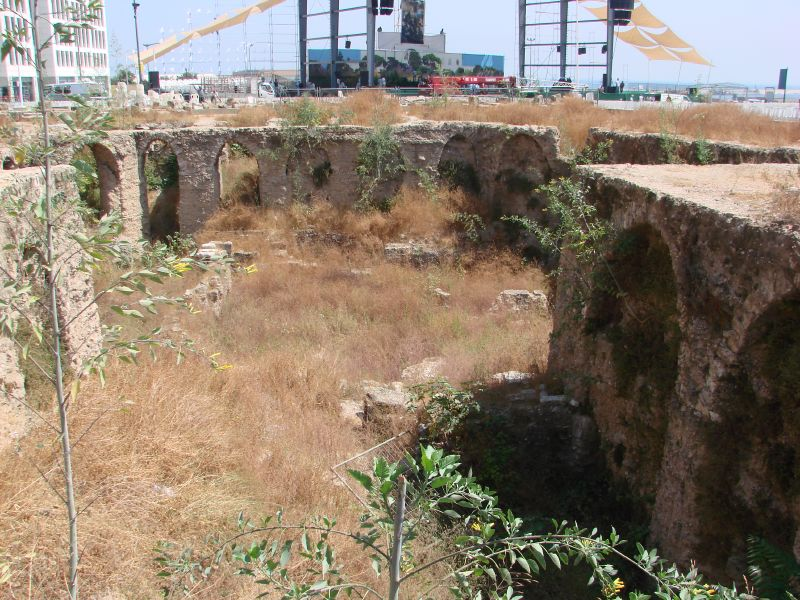
بقايا منشآت رومانية-فينيقية في وسط بيروت التجاري.

في سنة 395 م، تبعت منطقة لبنان الإمبراطورية البيزنطية مما تابع ازدهارها لقرن كامل. وفي القرن السادس الميلادي ضرب البلاد سلسلة من الزلازل التي دمرت العديد من معالمها كهيكل بعلبك ومدرسة الحقوق في بيروت وقتلت 30,000 من سكانها، وخلال هذه الفترة هاجر الموارنة المسيحيون إلى لبنان من سوريا. في نفس فترة انتقال الموارنة إلى لبنان، تواجد في لبنان قوم سموا بالمردة، اختلف على نسبهم فهناك من قال إنهم من الجراجمة ومنهم من نسبهم إلى الموارنة الذين نزحوا إلى تلك الجبال، إلا أن ما اتفق عليه أن المردة كانوا مقاتلين شديدي البأس مرهوبي الجانب عاشوا في لبنان وجعلوه حصينا.
قامت الفوضى في منطقة لبنان بسبب الزلازل، الجزية القاسية، والاختلافات الدينية في القرن السادس الميلادي مما أضعف الإمبراطورية البيزنطية وفتح البلاد أمام المسلمين القادمين من شبه الجزيرة العربية. أرسل أبو بكر الصديق قواته لفتح بلاد الشام، وفي سنة 636م دحر القائد الإسلامي خالد بن الوليد القوات البيزنطية في معركة اليرموك وفتح بلاد الشام ومنها لبنان وأدخلها ضمن الدولة الإسلامية. بعد انتصار المسلمين في معركة اليرموك، عين معاوية بن أبي سفيان الأموي حاكما على بلاد الشام، وطلب من أهل لبنان بناء السفن من أجل مواجهة آلة الحرب البحرية البيزنطية، كما أوقف غزوات المردة الأقوياء في جبال لبنان، والذين ناصروا الروم. وخلال عهد الأمويين نعمت السواحل اللبنانية بفترات من الأمان والازدهار، وقدمت العديد من القبائل العربية التي استوطنت ساحل لبنان للحد من التدخل البيزنطي مثل اللمعيين. تذكر بعض المصادر الشيعية أن التشيع دخل جبل عامل في القرن الرابع الهجري، وذلك في عهد الفاطميين، وبعد تشيع أهل جبل عامل أطلق عليهم اسم «المتاولة».
استولى العباسيون على الحكم من الأمويين سنة 750م وضموا لبنان لحكمهم. في بداية هذا العهد، استوطن الإرسلانيون لبنان عام 756م. فرض العباسيون ضرائب قاسية على لبنان مما دفع اللبنانيين للقيام بالعديد من الانتفاضات. وفي القرن العاشر أعلن الأمير الصوري علاقة استقلاله عن العباسيين إلا أن حكمه انتهى مع استيلاء الفاطميين على الحكم.

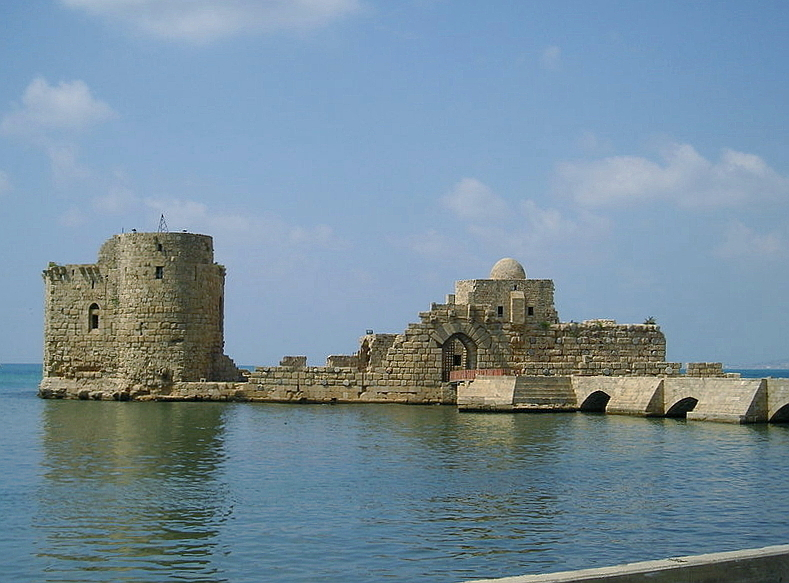
قلعة البحر في صيدا، بناها الصليبيون عام 1228م.

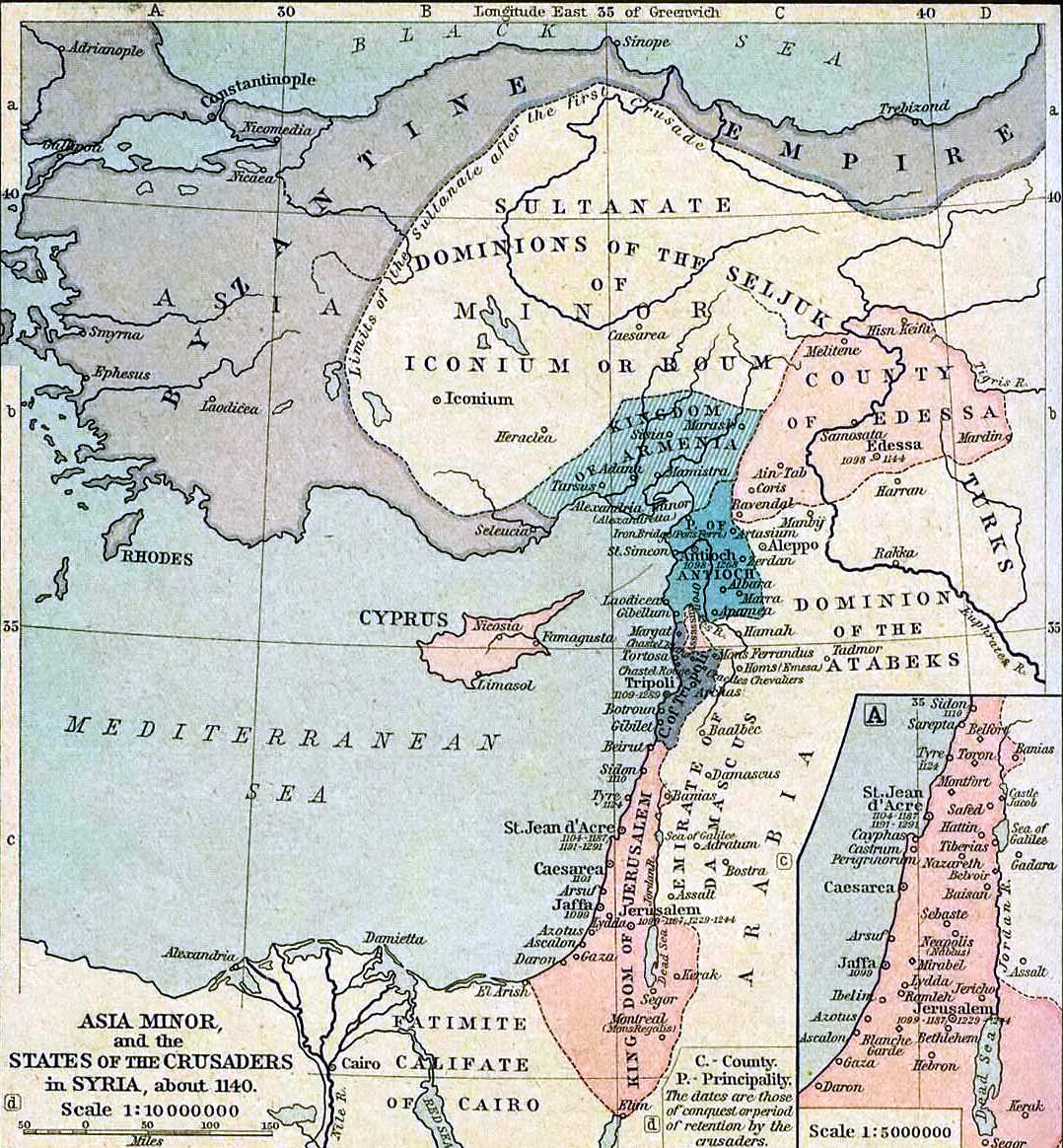
الممالك والإمارات الصليبية في الشرق عام 1140م، كانت الأراضي التي تُشكل لبنان المعاصر تتبع مملكة بيت المقدس وإمارة طرابلس.

وبعد أن هزم الصليبيون السلاجقة الأتراك وتقدموا عبر سوريا، قاموا باحتلال مدن ساحل لبنان وسيطروا عليها تدريجياً. خلال هذه الحملات، تجاوب الموارنة مع ثقافة الصليبيين وتحولوا إلى مرجعية البابا في روما. وبما أن الفرنسيين كانوا يشكلون عصب الحملات الصليبية بدأت العلاقات المارونية-الفرنسية تتوطد منذ ذلك الحين ولا سيما بعد مجيء ملك فرنسا القديس لويس التاسع إلى الشرق. خلَف الصليبيون العديد من القِلاع في لبنان مثل قلعة طرابلس وقلعة الشقيف. وفي سنة 1175م أسس صلاح الدين الأيوبي الدولة الأيوبية التي وحدت مصر وسوريا والحجاز، فأحاط بالممالك والإمارات الصليبية وهزم الجيش الصليبي في معركة حطين، ثم فتح معظم مدن الساحل اللبناني ولم يصمد في وجهه غير مدينتيّ صور وطرابلس. وخلال العصر المملوكي، بعد انهزام الصليبيون، انتعشت تجارة مدينة بيروت وأصبحت من أهم موانئ التجارة بين أوروبا والعالم العربي. وفي هذه الفترة، قدم عدد من القبائل العربية واستوطن مناطق وادي التيم وساحل بيروت والشوف، ومن هؤلاء: الشهابيون، التلحوقيون، المعنيون، وآل نكد.

### العصور الحديثة

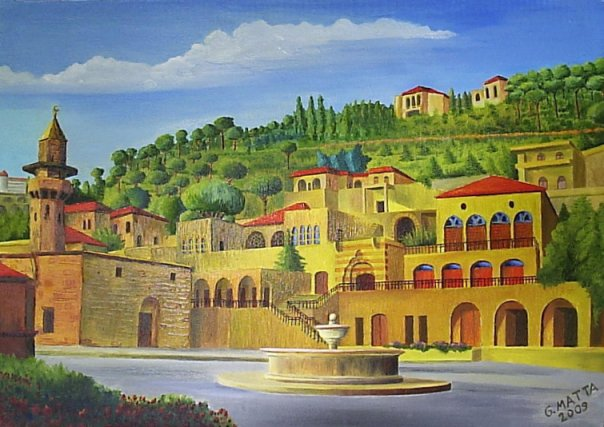
رسم لبلدة دير القمر، عاصمة الإمارة المعنية.

في عام 1516 سيطرت جيوش السلطان سليم الأول على بلاد الشام ومنها منطقة جبل لبنان وعلى المناطق الجبلية الأخرى من سوريا وفلسطين، وعهد بإدارة هذه المناطق لفخر الدين الأول وهو أمير من الأسرة المعنية الذي قدم الولاء للباب العالي. ولقد أزعجت الأتراك محاولاته التي كانت ترمي إلى التملص من دفع الجزية. فقرروا بسط النفوذ المباشر على البلاد، ولكن ملاك الأراضي والفلاحين في جبل لبنان على السواء قاوموا ذلك. وفي عام 1544 توفي فخر الدين مسموما في بلاط باشا دمشق، وكذلك استشهد ابنه قرقماز في عام 1585 أثناء قتاله للأتراك.
بقيت المناطق التي تشكل لبنان المعاصر مقسمة وفق التقسيم الإداري الذي وضعه العثمانيون، فاتبعت بعض المناطق ولاية دمشق وبعضها الآخر ولايتيّ طرابلس وصيدا، واستمر الأمر على هذا المنوال حتى عهد فخر الدين الثاني بن قرقماز، الذي كان سياسيا ماهرا حتى وصف بأنه تلميذ لميكافيلي، فقام بدفع الجزية للسلطان وتقاسم معه الغنائم الحربية، فعينه السلطان والياً على جبل لبنان، ثم وسّع نطاق سلطانه حتى شمل سوريا وفلسطين وشرق الأردن، فاعتبر من أعظم الشخصيات اللبنانية والشرقية التي برزت أثناء العهد العثماني، ولكن أعداءه أثاروا غضب السلطان والولاة عليه، فتم إرسال حملة كبيرة ألقت القبض عليه حيث سيق إلى الآستانة وأعدم شنقا. وبعد ذلك بفترة زالت الإمارة المعنية من جبل لبنان بعد أن دامت أكثر من خمسمئة سنة وحلت بدلا منها الإمارة الشهابية.

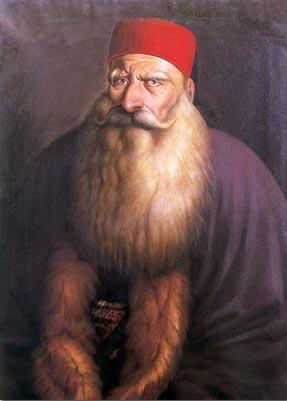
الأمير بشير الثاني الشهابي "الكبير"، أمير جبل لبنان من عام 1788 حتى 1840.

حكم جبل لبنان 8 أمراء من آل شهاب خلال الفترة الممتدة بين عامي 1697 و1841، وكان أبرزهم بشير الثاني الذي اعتبر خليفة لفخر الدين الثاني، وخلال عهده حصلت بضعة أحداث هامة في لبنان منها ثورتين من الشعب على الأمير بسبب الزيادة الباهظة في الضرائب، مجيء الجيش الفرنسي إلى سوريا بقيادة نابليون بونابرت أثناء محاولته احتلال عكا، والحملة المصرية على بلاد الشام التي أخرجت لبنان لمدة تسع سنوات من تحت الحكم العثماني وأخضعته للحكم المصري، قبل أن يعود العثمانيون لاستعادة البلاد بمساعدة الإنجليز والروس.

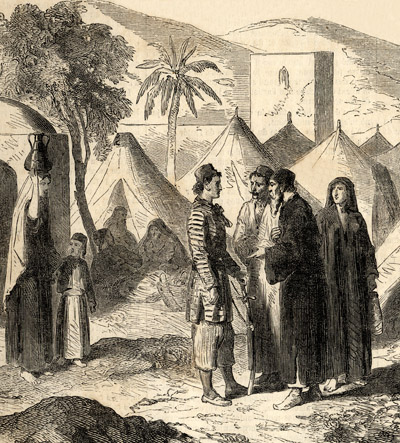
لاجئون مسيحيون أثناء الفتنة الكبرى بين الدروز والمسيحيين في سنة 1860.

هرب بشير الثاني إلى خارج لبنان بعد الانتفاضة الشعبية ضد الحكم المصري، فعيّن العثمانيون أميرًا خلفًا له هو بشير الثالث، لكن الإقطاعيين الدروز رفضوا الخضوع له، فانتفضوا ضده وقاوموه بينما دعمه المسيحيون، فحصلت مجازر متبادلة كانت الغلبة فيها للدروز. انتهت الإمارة في جبل لبنان بعد هذه الأحداث، حيث نقل العثمانيون الأمير بشير الثالث إلى الآستانة وعينوا حاكما عثمانيا مباشرا للجبل، وبعدها أتبعوا ولاية جبل لبنان إلى ولاية دمشق. وفي فترة ضعف الدولة العثمانية أخذت الدول الأوروبيّة الكبرى تتصل بالقوى المحليّة في لبنان، وبدأت تحرضهم ضدها لتنال من ضعفها، كما أن بعض القوى المحليّة أخذت تتصل بالدول الأوروبيّة لتدعم مكانتها المحليّة ضد القوى المحليّة الأخرى المنافسة لها. وقد شعر العثمانيون أن وضع جبل لبنان الداخليّ لا يبعث على الاطمئنان فرأوا أن يعملوا على تنظيمه إداريًا بشكل يتناسب مع ظروفه الحاضرة، فقسموا لبنان إلى قسمين: القسم الشمالي وعينوا عليه قائمقامًا مارونيًا. والقسم الجنوبيّ وعينوا عليه قائمقامًا درزيًا، ومع هذا لم يصبح وضع القائمقاميتين أفضل ممّا كانتا عليه في السابق، ولم تستقر الأمور الداخلية فيهما. فقد وقعت في جبل لبنان خلافات طائفيّة حادة خاصة بين الدروز والموارنة عام 1841م، وكذلك عام 1845م، وبلغت ذروتها عام 1860م. ألغى العثمانيون نظام القائمقاميتين وأنشأوا بالاتفاق مع الدول الأوروبية الكبرى نظام متصرفية جبل لبنان، بسبب فشل النظام القديم في حل النزاعات القديمة وتسببه بالفتن. وفي عهد المتصرفية اقتصرت حدود لبنان على سلسلة جبال لبنان الغربية وبعض المناطق المجاورة في البقاع، فأصبح لبنان يُعرف بلبنان الصغير. تشكل النظام الحاكم والاجتماعي في متصرفية جبل لبنان من الثنائية المارونية - الدرزية، وسمح الاستقرار الأمني والتعايش الدرزي-الماروني في المتصرفية بتطور الاقتصاد ونظام الحكم. وانتشر التعليم في ظل متصرفية جبل لبنان وتغيّرت البنية الاجتماعية للمجتمع اللبناني بسبب ازدياد انفتاحه على أوروبا، كذلك برزت الهجرة اللبنانية على نطاق واسع إلى دول أمريكا اللاتينية وفرنسا ومصر والولايات المتحدة.

### المرحلة المعاصرة

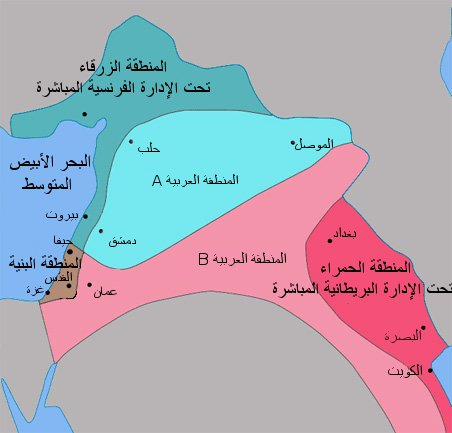
خارطة تظهر الأراضي العربية التي تم تقسيمها خلال اتفاقية سايكس بيكو.

أصيب لبنان بأضرار جسيمة خلال الحرب العالمية الأولى لعدد من الأسباب، فقد قام العثمانيون بفرض التجنيد الإجباري على سكان إقليم الشام بكامله، كما أدى تجنيد الشباب والرجال وهرب البعض منهم إلى تراجع الإنتاج الزراعي، كما فرض العثمانيون حصارا برّيا على الجبل بحجة الأعمال الحربية، وقام الحلفاء بفرض حصارٍ بحريٍّ على البلاد باعتبار أنها تابعة لدولة معادية من دول المحور. كان من تأثير ذلك منع وصول أموال المغتربين إلى ذويهم بالإضافة لانقطاع الإمدادات الغذائية مما أدى لانتشار المجاعة والأمراض. ساءت علاقة الدولة العثمانية بأهالي لبنان، خاصة بعد نمو فكرة العروبة، وتأسيس الجمعيات والهيئات العربيّة المناهضة للحكم العثماني، وقد بلغ سوء العلاقات ذروته عندما أسس جمال باشا، ناظر البحرية العثمانية والحاكم العسكري لبلاد الشام، ديوانًا للأحكام العرفية في دمشق وآخر شبيه له في عاليه، ثم أخذ ينفي وجهاء سوريا ولبنان إلى الأناضول ويبعد الفرق العربية في بلاد الشام وإحلال فرق تركية محلها تحاشيًا لانقلابها ضده في حال قيام ثورة. وأخيرًا أخذ ديوان الأحكام العرفية يصدر أحكام الإعدام بحق وجهاء الأحزاب والمنظمات الوطنية، وقد بلغ عدد أحكام الإعدام ثمانية وخمسين حكمًا، إلى جانب أحكام أخرى بالنفي أو السجن مدى الحياة. وقد كانت كبرى قوافل الإعدام يوم 6 مايو 1916 حين أقدم جمال باشا على إعدام أربع عشرة شخصًا من وجهاء بيروت وسبعة من وجهاء دمشق. انسحب الأتراك من بلاد الشام بعد انتصار الحلفاء في الحرب العالمية الأولى على دول المحور. ودخل الأمير فيصل بن الحسين دمشق، وأقام في بلاد الشام حكومة عربيّة منهيًا الوجود العثماني فيها، وأعلن المؤتمر السوري العام بمشاركة ممثلين عن بيروت وطرابلس وصيدا والبقاع إضافة إلى بقية مناطق سوريا العثمانية إقامة المملكة السورية العربية. أرسل فيصل اللواء شكري باشا الأيوبيّ حاكمًا عامًا على لبنان، ومقره بيروت التي أصبحت تشكل مركز الثقل بالنسبة للبنان كله. وعين عمر الداعوق حاكمًا على بيروت، وحبيب باشا السعد حاكمًا على جبل لبنان. وهكذا رفع علم الحكومة العربية في بيروت، وذلك في 6 أكتوبر/تشرين الأول 1918.

علم دولة لبنان الكبير

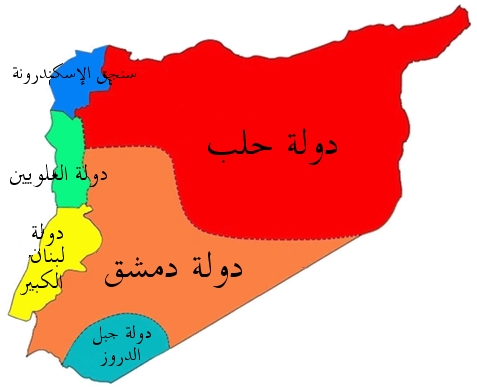
الدول التي قُسمت إليها سوريا الكبرى إبان الحكم الفرنسي، ومنها دولة لبنان الكبير.

دام الحكم العربي في لبنان فعلياً ثلاثة أيام فقط، فسرعان ما دخلت القوات البريطانية بيروت واعترضت على رفع العلم العربي، وبعد أن قام الفرنسيون بإنزال بحري في المدينة، أزالوا العلم العربي ورفعوا العلم الفرنسي بدلًا عنه، معلنين أن البلاد تعتبر من أراضي العدو المحتلة، وفي 1 سبتمبر/أيلول 1920 أعلن الجنرال هنري غورو تقسيم سوريا إلى عدة دول، وفق ما جاء في اتفاقية سايكس بيكو، ومنها دولة لبنان الكبير معلناً بيروت عاصمة لها. وتمثل علم الدولة في دمج علمي فرنسا ولبنان معاً. ووصفت الدولة الجديدة باسم لبنان الكبير على أساس إضافة مدن الساحل والبقاع وطرابلس والجنوب وسهل عكار إلى المنطقة التي عرفت تاريخيا بمتصرفية جبل لبنان ذاتية الحكم. وفي 23 مايو 1926 أقر مجلس الممثلين الدستور وأعلن قيام الجمهورية اللبنانية، فكانت بذلك أول جمهورية في الوطن العربي.

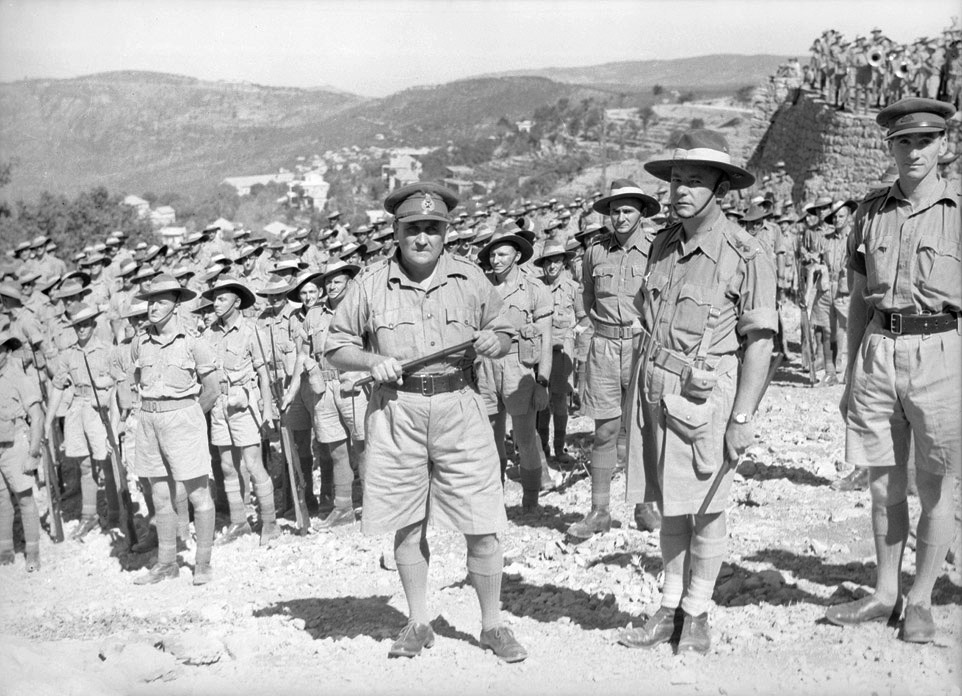
اللواء السابع من الجيش الأسترالي التابع للقوات الملكية البريطانية في بلدة حمّانا بعد تحريرها من القوات الفيشية.

خضع لبنان لفترة وجيزة أثناء الحرب العالمية الثانية للحكومة الفرنسية الفيشية التي أعلنت ولاءها لألمانيا النازية، قبل أن يسترجعه الحلفاء في شهر تموز/يوليو من عام 1941 في حملة عسكرية كبيرة. 1943 انتزع اللبنانيون حقهم بالاستقلال من فرنسا بدعم من حكومة تشرشل البريطانية. وتم جلاء كل الجيوش الأجنبية في عام 1946.
أخذت الحكومة اللبنانية بعد الاستقلال تدعم موقفها في داخل البلاد وخارجها. فقد شارك لبنان في المشاورات العربية التي تمخض عنها إنشاء جامعة الدول العربية عام 1945، وانضم إلى عضويتها وإلى عضوية هيئة الأمم المتحدة في نفس السنة. بعد خمسة أعوام من الاستقلال شارك لبنان مع بقية الدول العربية في محاربة إنشاء دولة يهودية في فلسطين عام 1948، وكان دوره يتلخص في تقديم دعم لوجيستي مساند للقوات العربية. وبعد انتصار الجيش الإسرائيلي وقّع لبنان مع إسرائيل معاهدة وقف إطلاق النار التي عرفت بهدنة 1949، واستعاد لبنان بموجبها كل الأراضي التي احتلها الجيش الإسرائيلي. ونتيجة للحرب نزح حوالي 100 ألف فلسطيني إلى لبنان وسكنوا في مخيمات للاجئين.

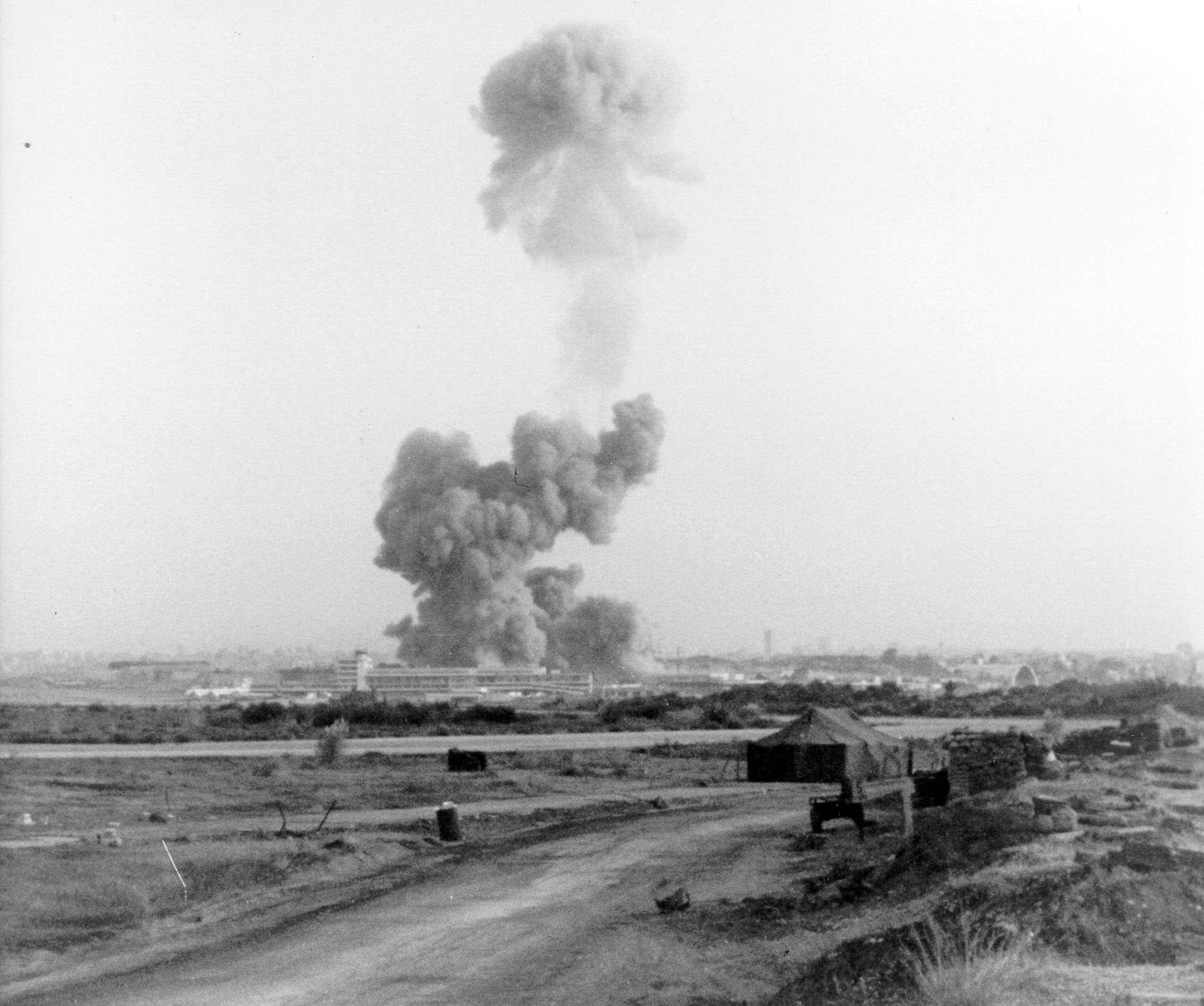
صورة لتفجير بيروت في عام 1983.

منذ الاستقلال شهد لبنان حربًا أهلية واحدة، ونزاعًا كاد أن يتطور لفتنة طائفية، وكان هذا النزاع قد وقع في عام 1958 وكان سببه الداخلي هو رفض تمديد ولاية الرئيس كميل شمعون. أما السبب الإقليمي فكان الصراع الدولي بين الشرق والغرب المتمثل بمعارضة إنشاء حلف بغداد ومطالبة المسلمين بالانضمام إلى الجمهورية العربية المتحدة.

كانت الحرب الأهلية اللبنانية عام 1975 نتيجة صراع داخلي بين المسيحيين من جهة والفلسطينيين والمسلمين واليساريين من جهة أخرى. وتطور النزاع بأشكال مختلفة خلال 15 سنة منها الاجتياح الإسرائيلي عام 1982 ومحاصرة بيروت والتي أدت إلى خروج القوات الفلسطينية والسورية. وفرض الإسرائيليون اتفاقًا مع لبنان عرف باتفاق 17 أيار الذي رفضه مجلس النواب وأدى إلى انتفاضة 6 شباط عام 1984 التي أعادت السوريين إلى لبنان بعد العديد من المعارك الداخلية بين الحلفاء مثل حركة أمل والحزب التقدمي الاشتراكي ومسلحي المخيمات الفلسطينية. وانتهت الحرب باتفاق الطائف الذي كرّس التوزيع الطائفي للحكم، وقلص من صلاحيات رئيس الجمهورية الماروني، وتخللت هذه الفترة احتلال العراق للكويت مما سهل لسوريا وضع اليد على لبنان كمقابل لمشاركتها في الحرب ضد العراق بعد غزو الكويت. وانتهى الصراع العسكري بشكل نهائي بعد دخول الجيش السوري إلى القصر الجمهوري وطرد قائد الجيش ميشال عون منه في أكتوبر 1990. وبقي الصراع السياسي. وفي عام 2000 انسحبت إسرائيل وجيش لبنان الجنوبي العميل لها من المناطق اللبنانية المحتلة بسبب أعمال المقاومة اللبنانية، إلا أن الحكومة اللبنانية والمقاومة المتمثلة بحزب الله ما زالت تطالب بمنطقة مزارع شبعا المتنازع عليها بين لبنان وسوريا وإسرائيل. وبانتهاء الحرب بدأت إعادة إعمار بيروت المتهدمة من قبل رئيس الوزراء آنذاك رفيق الحريري، لتعود مركز جذب سياحي لكل المشرق العربي والجزيرة العربية.

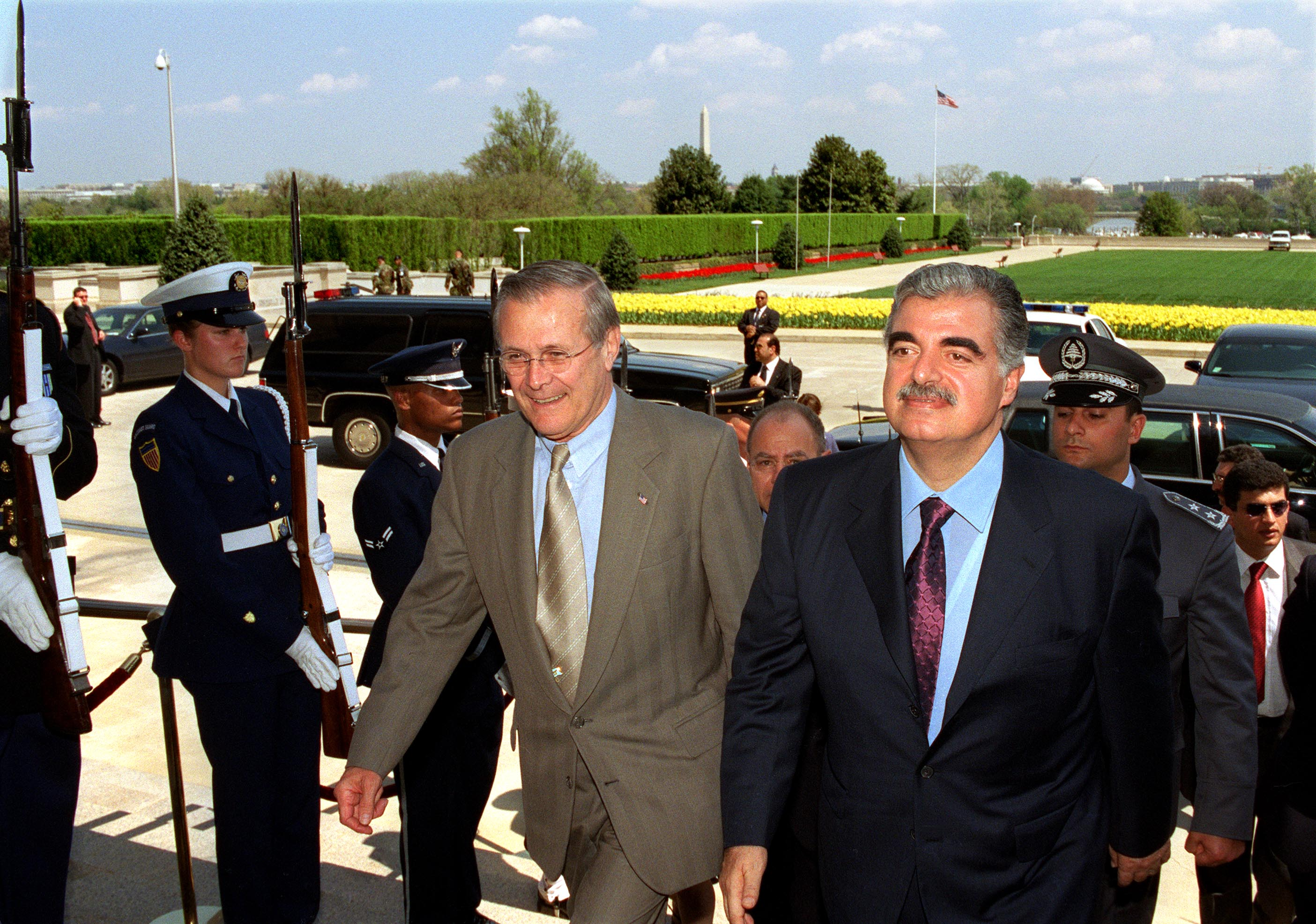
رفيق الحريري مع وزير الدفاع الأمريكي السابق دونالد رامسفيلد في سنة 2002.

استمرت الساحة اللبنانية هادئة حتى سنة 2005، وبالتحديد بعيد إعادة انتخاب الرئيس إميل لحود متحدياً القوانين الدولية مثل قرار مجلس الأمن الدولي رقم 1559، فعند ذلك اغتيل رئيس الوزراء الأسبق رفيق الحريري، واتُهمت سوريا بالعملية، فانقسم اللبنانيون إلى فريقين أساسيين، فريق سمي تحالف 14 آذار ويطالب باستقلال لبنان وفك ارتباطه عن أي علاقة بأزمات الشرق الأوسط والفريق الثاني سمي تحالف 8 آذار الذي يعتبر لبنان في صلب الأزمات الإقليمية والدولية. وأدى هذا الانشقاق إلى حصول العديد من المواجهات منها اغتيال شخصيات لبنانية مناوئة لسوريا، ثم الحرب التي شنتها إسرائيل في 12 تموز/يوليو 2006 وما تلاها من اعتصام المعارضة ضد الحكومة في كانون الأول/ديسمبر 2006، وأخيرًا ما عرف باسم غزوة بيروت في 7 مايو/أيار 2008، عندما سيطرت قوّات حزب الله المسلحة على العاصمة لإرغام حكومة فؤاد السنيورة على الاستقالة، واستمر الأمر على هذا المنوال لبضعة أيام عندما قبلت جميع الأطراف السياسية توسّط دولة قطر لحل الإشكال، فأبرموا تسوية في عاصمة الأخيرة عرفت باتفاق الدوحة.
حصل نوع من الهدوء بعد اتفاق الدوحة الذي سهل انتخاب قائد الجيش ميشال سليمان رئيسًا توافقيًا للجمهورية وتأليف حكومة وحدة وطنية، كما وضع الاتفاق أسس لإجراء الانتخابات النيابية في عام 2009. وقد أجريت الانتخابات حسب اتفاق الدوحة في 7 حزيران / يونيو 2009، وكانت هذه المرة الأولى التي تجري فيها الانتخابات النيابية بيوم واحد. استمرت هذه الحكومة حتى خريف 2010 حيث بدأت تظهر الخلافات من جديد بين أعضاء الحكومة المنتمين إلى المحور الغربي- العربي وبين الأعضاء المنتمين إلى المحور الإيراني - السوري بقيادة حزب الله. بعد انسحاب ما يسمى بالثلث المعطل وسقوط الحكومة دخل البلد في فراغ سياسي نتيجة الصراع على السلطة بين فريق حزب الله وفريق 14 آذار إلى أن ظهر فجأة السياسي الطرابلسي نجيب ميقاتي الذي انتخب على اللوائح النيابية لتيار المستقبل، وأعلن ترشيحه لمنصب رئيس الوزراء في وجه سعد الحريري، رئيس الوزراء المقالة حكومته. وبعد التصويت نال الرئيس ميقاتي الأكثرية النيابية نتيجةً لانقلاب الزعيم الدرزي وليد جنبلاط على حلفائه في 14 آذار وذلك في 25 يناير 2011. بعد انتهاء ولاية الرئيس ميشال سليمان تعذر انتخاب خلف له لرئاسة الجمهورية حيث قامت الحكومة مجتمعة بتسيير أمور الدولة حسب ما ينص عليه الدستور. وعاشت البلاد فيما عرف بالفراغ الرئاسي مدة سنتين ونصف، إلى تاريخ 31 تشرين الأول 2016 تاريخ انتخاب الرئيس ميشال عون.

## السياسة والحكومة

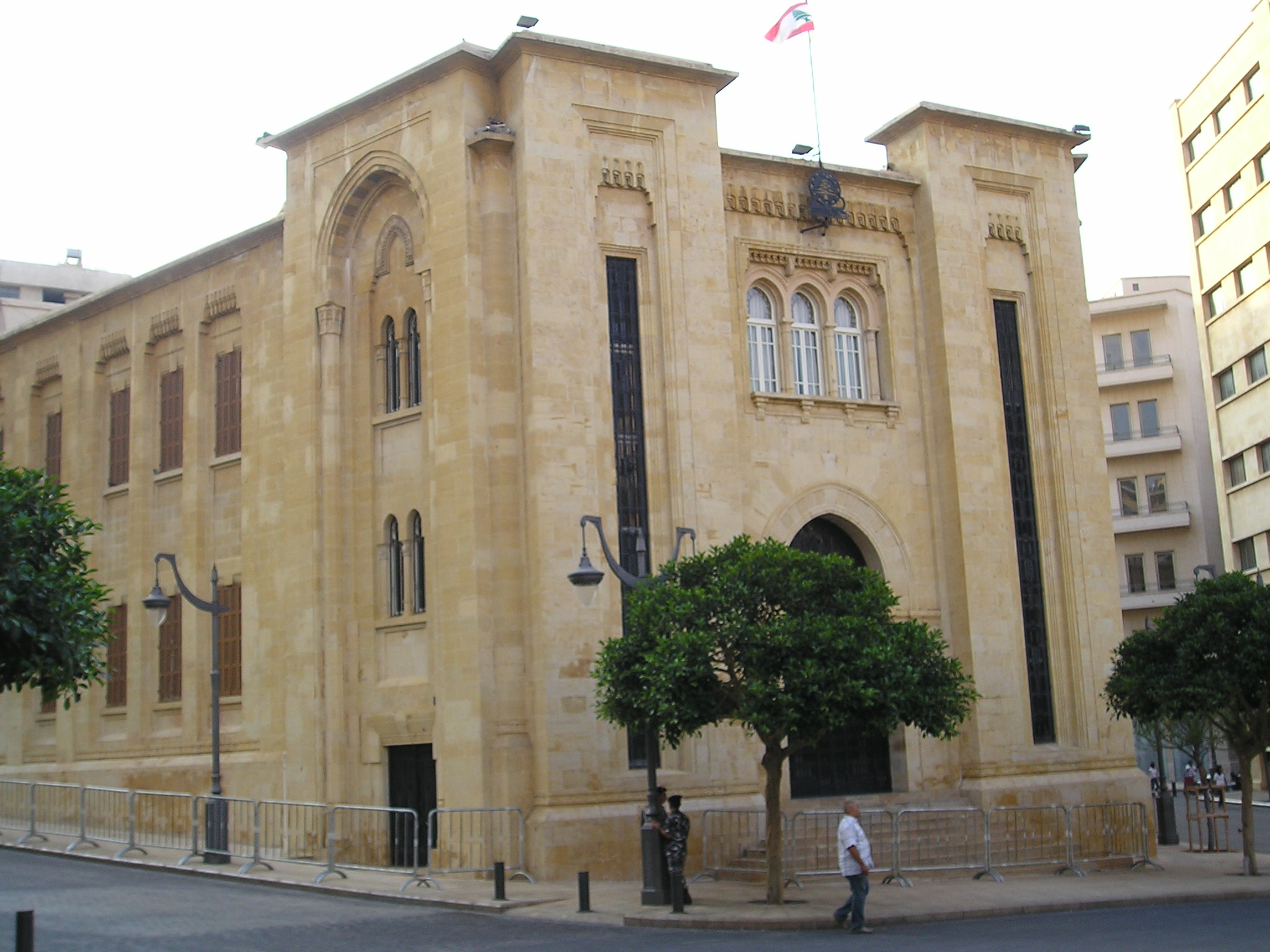
مبنى البرلمان اللبناني في ساحة النجمة وسط بيروت.

لبنان جمهورية ديمقراطية برلمانية طوائفية. تعتمد نظام توزيع السلطات على الطوائف الثماني عشر المؤلفة للنسيج اللبناني. فمثلا رئاسة الجمهورية تعود للموارنة، ورئاسة الوزراء تعود للسنة أما رئاسة مجلس النواب فهي للشيعة.

### السلطة التشريعية
يقوم المجلس النيابي اللبناني بالمهام التشريعية. وهو مؤلف من 128 نائبا. ويتم انتخابهم من الشعب مباشرة بالاقتراع السري. ويقسم عدد النواب بالتساوي بين المسلمين والمسيحيين حاليا، وبنفس الوقت، يتم توزيعهم بحسب نسبة المذاهب في كل طائفة وبحسب المناطق. وقبل عام 1990 كانت نسبة النواب في المجلس تساوي 6 للمسيحين مقابل 5 للمسلمين، ولكن اتفاق الطائف الذي وضع حدا للحرب الأهلية اللبنانية قام بتعديل هذا الأمر فأصبح عدد النواب المسيحيين مساوي لعدد النواب المسلمين. ويتم انتخاب أعضاء المجلس كل أربع سنوات

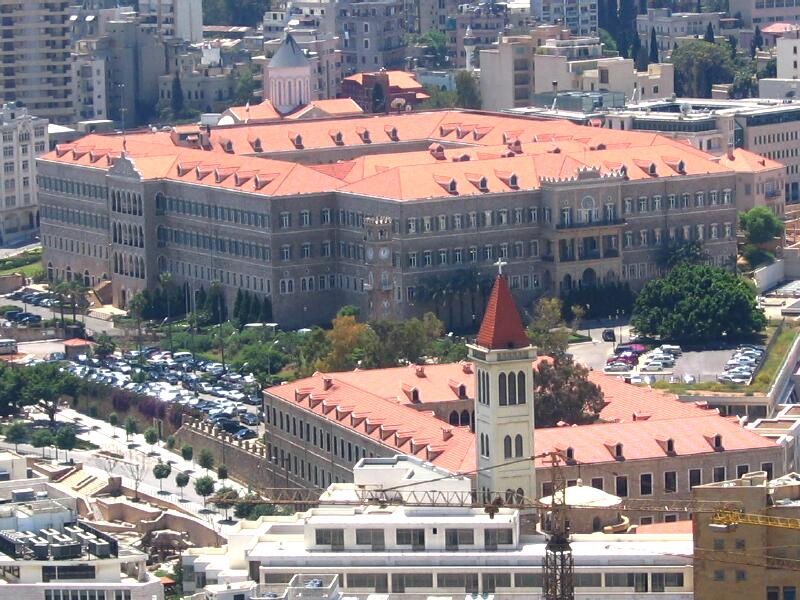
السراي الكبير، مقر الحكومة اللبنانية في وسط بيروت.

### السلطة التنفيذية
يتولى المهام التنفيذية رئيس الدولة، وهو رئيس الجمهورية ورئيس الحكومة أي رئيس مجلس الوزراء. يُنتخب رئيس الجمهورية من قبل مجلس النواب لفترة ست سنوات غير قابلة للتجديد بأكثرية الثلثين. ويعين رئيس الجمهورية رئيسا لمجلس الوزراء بناء على الاستشارات النيابية الملزمة. ويقوم رئيس الوزراء بتعيين الوزراء متبعاً عرف التوزيع الطائفي والذي يتيح له الحصول على ثقة أعضاء المجلس النيابي.

### السلطة القضائية
النظام القضائي اللبناني هو مزيج من القوانين العثمانية وقانون نابليون والقوانين المدنية. ويقسم القضاء اللبناني إلى ثلاث مستويات:
- المحكمة الابتدائية.
- محكمة الاستئناف.
- ومحكمة التمييز.

أما المجلس الدستوري فيصدر الأحكام المتعلقة بتفسير الدستور وخلافات الانتخابات. كما أن هناك المحاكم الدينية التي تفصل بالأمور الشخصية لكل طائفة في قضايا مثل الزواج والميراث.

### الأحزاب السياسية
يوجد في لبنان العديد من الأحزاب السياسية العلمانية في الأساس، إلا أن معظمها طوائفية بالفعل ما عدا القليل من الأحزاب التي فقدت العديد من مناصريها في الأعوام الأخيرة لتلتحق بالأحزاب الطائفية.

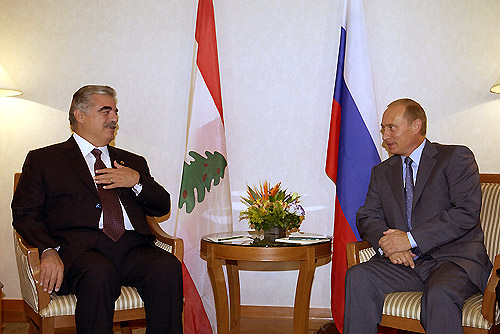
رئيس الوزارء اللبناني الأسبق رفيق الحريري في جلسة مع الرئيس الروسي فلاديمير بوتين.

### العلاقات الخارجية
لبنان عضو أساسي وفاعل في جامعة الدول العربية ومن مؤسسي هيئة الأمم المتحدة. وعضو في المنظمة الدولية للفرانكوفونية. وفي نهاية عام 2001 أنهى لبنان مفاوضاته للانضمام إلى الاتحاد الأوروبي. كما أن له العديد من الاتفاقات التجارية الثنائية مع البلاد العربية ويعمل للانضمام إلى منظمة التجارة العالمية. علاقاته ممتازة مع كل الدول العربية، لكن علاقاته تأزمت مع سوريا بعد اغتيال رئيس الوزراء الأسبق رفيق الحريري، إلا أنها في حالة تحسن منذ تنصيب العماد ميشال سليمان رئيساً للجمهورية وقيام البلدين بفتح سفارات. ويأخذ لبنان الموقف الحيادي في كل الصراعات الإقليمية والدولية إلا بالنسبة لإسرائيل الذي أعلن حالة العداء والمقاومة معها لحين حصول السلام الشامل والعادل. وفي عاصمته بيروت أطلق الزعماء العرب مبادرة للسلام مع إسرائيل والتي عرفت باسم مبادرة بيروت والتي تعرض مبدأ الأرض مقابل السلام.

## القوات المسلحة
تشمل القوات المسلحة اللبنانية قطاعين:
1. الجيش اللبناني: وهو القطاع المسؤول عن الدفاع عن لبنان من الأخطار الخارجية والمساندة في ضبط الأمن الداخلي عند الحاجة. وللجيش ثلاث قطاعات: البرية والبحرية والجوية، وتجهيز الجيش بسيط.[111] وفي عام 2006 انتشر الجيش في جنوب لبنان وأصبح يواجه إسرائيل لأول مرة منذ سنة 1982.[112][113] في عام 1982 بدأت الولايات المتحدة ببرنامج تطوير وتحديث للجيش اللبناني، وكان من المفترض أن يُطبق على أربعة مراحل، وفي عام 2006 قدمت الولايات المتحدة مساعدات للجيش لتحسين تدريباته وتطوير قدراته في المحافظة على أمنه.[114] قدم الجيش الأميركي أيضا 12 طائرة بدون طيّار إلى الجيش اللبناني،[115] كما قدمت روسيا 10 طائرات ميكويان ميج-29.[116]
2. قوى الأمن الداخلي: وهو القطاع المسؤول عن حفظ الأمن بشكل عام وتتألف من الشرطة في بيروت والدرك في المناطق والفوج السيار للتدخل.

ويوجد في لبنان بعض الجهات المسلحة التي لا تتبع الدولة مثل قوات حزب الله والتي تقوم بالمقاومة ضد إسرائيل بدعم من الحكومة والقوات الفلسطينية داخل المخيمات. وهناك حوار يجري بين فرقاء الحكم لإيجاد استراتيجية دفاعية تحدد دور المقاومة تحت كنف الحكومة وسحب السلاح من المخيمات.

## التقسيمات الإدارية
ينقسم لبنان إلى ثماني محافظات تنقسم بدورها إلى 25 قضاء. تُقسم الأقضية إلى بلديات تضم كلا منها مدينة أو عدد من القرى، التي تُقسم بدورها إلى أحياء ونواحي. أما أقضية لبنان فهي:

محافظات لبنان

| 1. محافظة بيروت تضم فقط مدينة بيروت غير مقسمة أقضية.           | 2. محافظة جبل لبنان - قضاء جبيل - قضاء كسروان - قضاء المتن - قضاء بعبدا - قضاء عاليه - قضاء الشوف | 3. محافظة الشمال - قضاء طرابلس - قضاء المنية - الضنية - قضاء زغرتا - الزاوية - قضاء البترون - قضاء الكورة - قضاء بشري |
| 4. محافظة البقاع - قضاء زحلة - قضاء البقاع الغربي - قضاء راشيا | 5. محافظة النبطية - قضاء النبطية - قضاء حاصبيا - قضاء مرجعيون - قضاء بنت جبيل                     | 6. محافظة الجنوب - قضاء صيدا - قضاء صور - قضاء جزين                                                                   |
| 7. محافظة عكار - قضاء عكار                                     | 8. محافظة بعلبك الهرمل - قضاء بعلبك - قضاء الهرمل                                                 | |

## الاقتصاد
المعروف عن المجتمع المدني اللبناني أنه مجتمع استثماري تجاري. وقد سمح انتشار اللبنانيين في العالم في بناء علاقات تجارية عالمية. وللبنان نسبة عالية من اليد العاملة الماهرة توازي مستوى الدول الأوروبية، وهي الأعلى بين الدول العربية.

### الزراعة

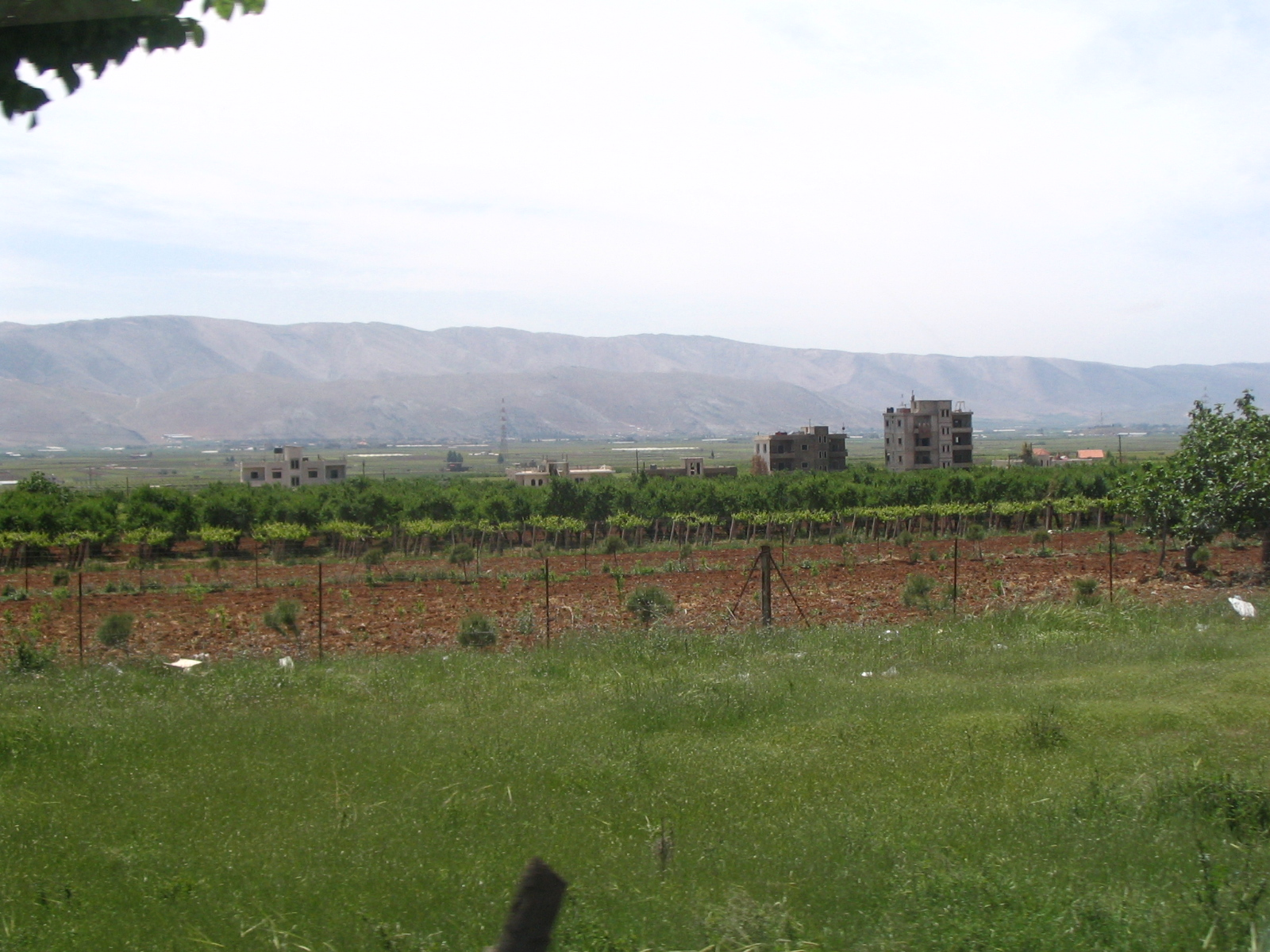
بستان زرع فيه كروم عنب في سهل البقاع.

بالرغم من أن طبيعة لبنان مناسبة للزراعة من حيث وفرة المياه والأراضي الخصبة وهي الأعلى نسبة بين البلدان العربية الآسيوية، إلا أن نسبة الاستثمار في الصناعات الغذائية ضعيفة ولا تجذب أكثر من 12% من اليد العاملة والناتج من الزراعة لا يتجاوز 11% من إجمالي الناتج المحلي وهو الأدنى بالمقارنة مع القطاعات الاقتصادية الأخرى. ومن أهم المنتوجات الزراعية اللبنانية: التفاح، الدراق، البرتقال والحامض والزيتون.

### الصناعة
يفتقر لبنان لخامات المواد الأولية الطبيعية ويعتمد على الدول العربية في الحصول على النفط ولهذا فإن إنشاء صناعات إنتاجية عملية غير مربحة، لذلك يُركز الصناعيون اللبنانيون على الصناعات التحويلية وإعادة التركيب لمنتوجات مستوردة.
في عام 2004 شغّل القطاع الصناعي 26% من اليد العاملة وساهم بحوالي 21% من الناتج المحلي. من أهم الصناعات: صناعة الأغذية والمنسوجات والكيماويات والإسمنت ومنتجات الأخشاب وتصنيع المعادن المجوهرات وتكرير النفط، وهناك موارد طبيعية أخرى مثل الحجر الجيري وخام الحديد والملح. من أهم الحرف: صناعة القش الفخار الخزف الزجاج المنفوخ النحاس والنسيج والخشب، وصناعة المرصبان والسكاكين وصهر الأجراس والحلي من الفضة وصناعة الصابون والتطريز.

### الخدمات

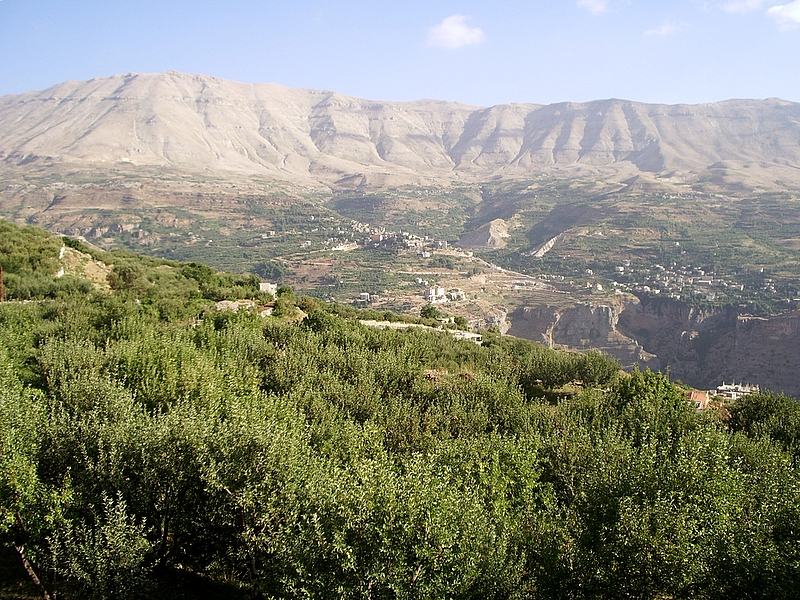
وادي قاديشا في شمال لبنان، أحد المواقع التراثية العالمية التي يؤمها السياح من مختلف أنحاء العالم.

أهم القطاعات الاقتصادية اللبنانية هو قطاع الخدمات وبخاصة قطاعي السياحة والمصارف. فنظام لبنان الرأسمالي وقانون سرية المصارف المتبعة فيه جذبت العديد من الرساميل. وطبيعة البلاد الجذابة ونشاطاته السياحية والثقافية تجعله منطقة جذب للسياح ويقصده خاصة السياح من الخليج العربي حتى خلال الأزمات. فحوالي 65% من اليد العاملة تعمل في قطاع الخدمات الذي يُساهم بحوالي 67.3% من الناتج المحلي.
وتأثر الاقتصاد اللبناني بشدة بسبب الحرب الاهلية التي انتهت عام 1990. إلا أنه عاد وتحسن بشكل متسارع، ففي عام 2006، سجلت موجودات المصارف بأكثر من 75 مليار دولار كما سجلت حركة السياحة زيادة وصلت إلى 49.3% مقارنة بعام 2005 ووصلت قيمة الاستثمار في السوق إلى 10.9%، إلا أن عدوان تموز عام 2006 دمر الاقتصاد اللبناني وبخاصة قطاع السياحة، إلا أن مستويات الأخيرة عادت لترتفع إلى نسب عالية منذ صيف عام 2007.
يُقدم لبنان الفرصة للسائح كي يقوم بنشاطات مختلفة في الطبيعة، وذلك بسبب تنوّع جغرافيته وطبيعته ومناخه، الأمر الذي يسمح بممارسة أنواع متنوعة من رياضة الهواء الطلق في مناطق ومواسم مختلفة. تُشكل الجبال، الغابات النفضية ودائمة الخضرة، الشطآن، الأنهر الموسمية والدائمة، الكهوف، الوديان، والممرات الجبلية أبرز التضاريس اللبنانية، كذلك تأوي البلاد تنوعًا في الحياة البرية وبشكل خاص الطيور منها. أصبح لبنان في السنوات الأخيرة مقصدًا لعشّاق الطبيعة الراغبين بالاستكشاف والتخييم ومراقبة الطيور وممارسة أشكال أخرى من السياحة البيئية.

### العلوم والتكنولوجيا

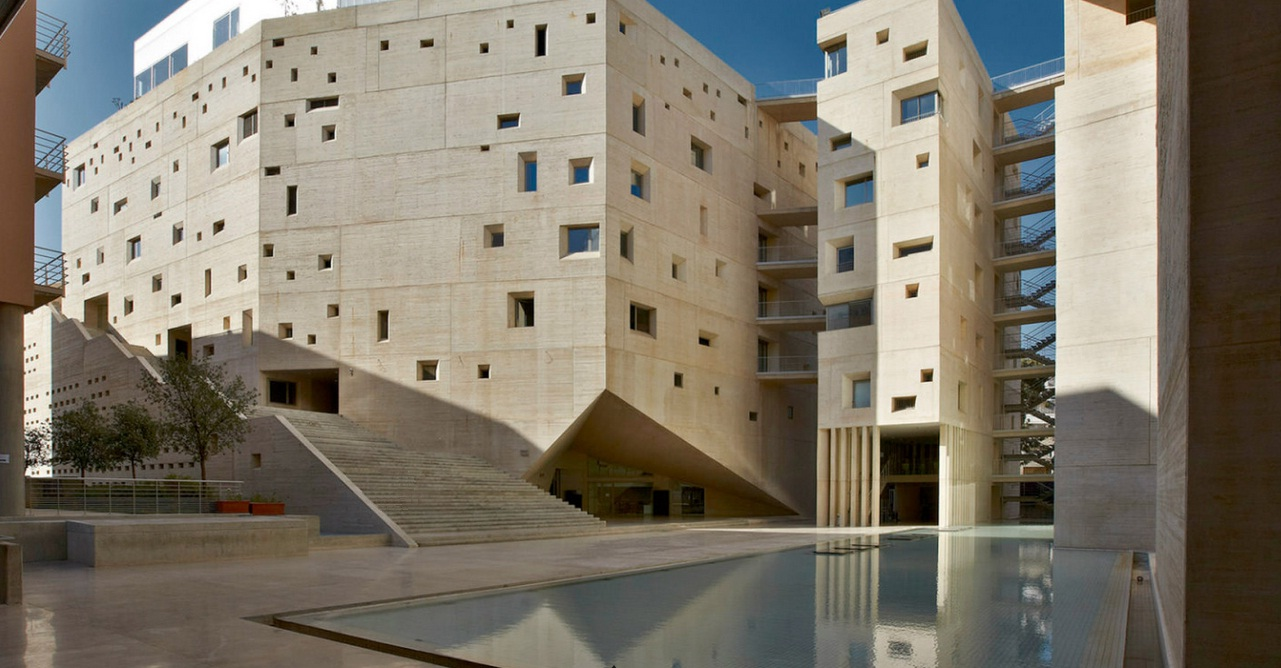
حرم الابتكار والرياضة في جامعة القديس يوسف في بيروت

حلّ لبنان في المرتبة 92 في مؤشر الابتكار العالمي عام 2023، متراجعاً من المرتبة 88 عام 2019، ثمّ تراجع للمرتبة 94 في مؤشر عام 2024.

من علماء لبنان البارزين: حسن كامل الصباح، ورمال رمال، وإدغار شويري.
عام 1960، بدأ نادي علمي من إحدى جامعات بيروت برنامجًا فضائيًا سُمّي حينها "برنامج الفضاء اللبناني". حقق البرنامج نجاحًا كبيرًا حتى عام 1966 حيث توقف البرنامج بسبب الحرب والضغوط الخارجية.

## الثقافة
إن قدم تاريخ لبنان وعبور الحضارات على أراضيه وتنوع شعبه يجعله غنيا بتنوع وغزارة ثقافاته. والمجتمع اللبناني الحالي متطور وحديث ويماثل المجتمعات الأوروبية المطلة على البحر الأبيض المتوسط. ومُنذ بِدايَات النَّهضة العربيَّة إِلى يومِنا هذا أَدَى خِلالها اللُّبنَانيُّونَ دوراً كبيراً في إِحياء التُّراث العربِيّ وتجديد الدَّم في شرايين اللُّغة العربيَّة وآدابها شعراً ونثراً وترجمةٌ وتألِيفاً.

### الموسيقى

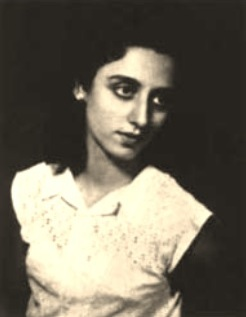
السَّيِّدَة فيرُوز، إحدى أشهر المطربات اللبنانيات، عام 1946.

تشتهر الموسيقى اللبنانية حول العالم بسلاستها النغمية المشرقية، وتتمازج في الموسيقى اللبنانية اللحن الفلكلوري اللبناني مع النغم العربي والموسيقى الغربية. ومن أشهر الموسيقيين اللبنانيين توفيق الباشا وابنه عبد الرحمن الباشا وسليم سحاب وإحسان المنذر والأخوين رحباني.

### الغناء
من أشهر مطربي لبنان فيروز ووديع الصافي وصباح حيث أغانيهم ما زالت تذاع على جميع الإذاعات العربية وشاشات التلفزيون منذ أكثر من خمسين سنة. ومن المطربين اللبنانيين المشهورين: سميرة توفيق، ملحم بركات، مارسيل خليفة، جوليا بطرس، ماجدة الرومي، ونصري شمس الدين.
وفي الوقت الحالي يميل بعض المغنيين اللبنانيين للغناء باللون اللبناني الفلكلوري مثل نجوى كرم وعاصي الحلاني. بينما حاول آخرون إضافة النغم الغربي في موسيقاهم مثل زياد الرحباني وخالد الهبر. ومن مشاهير الغناء اللبناني الحديث: وائل كفوري وراغب علامة وإليسا وهيفاء وهبي وكارول سماحة ونوال الزغبي ونانسي عجرم وغيرهم.

### الفن والأدب

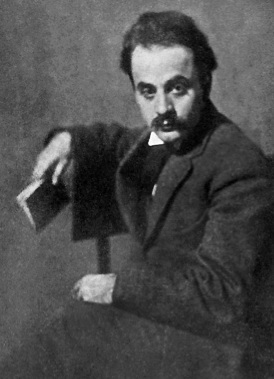
جبران خليل جبران.

اشتهر اللبنانيون في جميع ضروب الفن وكانت لهم شهرة محلية وعربية وعالمية. فبرسم (خط عربي) برز مصطفى فروخ وبول غيراغوسيان ووجيه نحلة وغيرهم. وفي النحت عرف الأخوة بصبوص منشئي محترف راشانا. وفي الرقص برزت فرقة كركلا التي جعلت الرقص اللبناني مفخرة عالمية. أما في الأدب فللأدباء اللبنانيين مكانة عربية رائدة وشهرة عالمية وخاصة في التأثير بعصر النهضة العربية في القرن العشرين واشتهر العديد من الأدباء اللبنانيين الذين كتبوا باللغات الأجنبية مثل جبران خليل جبران، أمين معلوف وجورج شحادة. وفي الشعر كان لهم دور بارز في تحديث الشعر العربي مثل أعمال الأخطل الصغير وهنري زغيب. والزجل اللبناني الارتجالي حافظ على أسلوب الشعر القديم في العفوية والعبقرية وفي الألحان برع الملحن نور الملاح في العديد من الأغاني الراسخة في ذاكرة اللبنانيين. وبرع العديد من اللبنانيين في مجال الإنتاج والإخراج السينمائي مثل مارون بغدادي وجان شمعون. في المسرح كان اللبنانيون من رواد المسرح العربي في مصر مثل روز اليوسف ومؤخراً نضال الأشقر ورفيق علي أحمد الذي برع في مسرحيات الشخص الواحد.

### الرياضة
بسبب طبيعة لبنان الفريدة، فإن النشاطات الرياضية الصيفية والشتوية متوافرة، كل في موسمه. وحتى إنه يمكن ممارسة نشاطات الفصلين معا في الخريف والربيع مثل التزلج في الصباح والسباحة بعد الظهر. من أهم الرياضات الشتوية التزلج في أكثر من ستة مناطق جبلية. وفي الصيف تزدهر النشاطات البحرية، مثل السباحة، التزلج على الماء، والإبحار، على شواطئ البحر الأبيض المتوسط وتسلق الجبال واستكشاف الكهوف. والرياضات المنتشرة في لبنان هي: كرة اليد، كرة القدم، كرة المضرب، كرة السلة، الكرة الطائرة، القوس والنشاب، الركبي، الدراجات، ألعاب القوى، ماراثون، كرة الطاولة، التزلج على الثلج، المصارعة، الفروسية في التاريخ الإسلامي، الكيك بوكسينغ، الكونغ فو، الكاراتيه، سلاح المبارزة، الآيكيدو، الجيدو، التايكواندو، شطرنج قديم، الجمباز، السباحة، الملاكمة، التزلج المائي، رفع الأثقال، الريشة الطائرة، اليخوت، الرماية والصيد، راليات، التزحلق على الجليد، الهوكي، الغوص والسباحة على أنواعها، تاي بوكسينغ، الرقص الرياضي، الغولف، السكواش، والألعاب البحرية مثل الكانوي والكاياك، وألعاب الورق مثل الليخا والطرنيب والبريدج وألعاب النرد مثل المحبوسة والفرنجية.

### المهرجانات

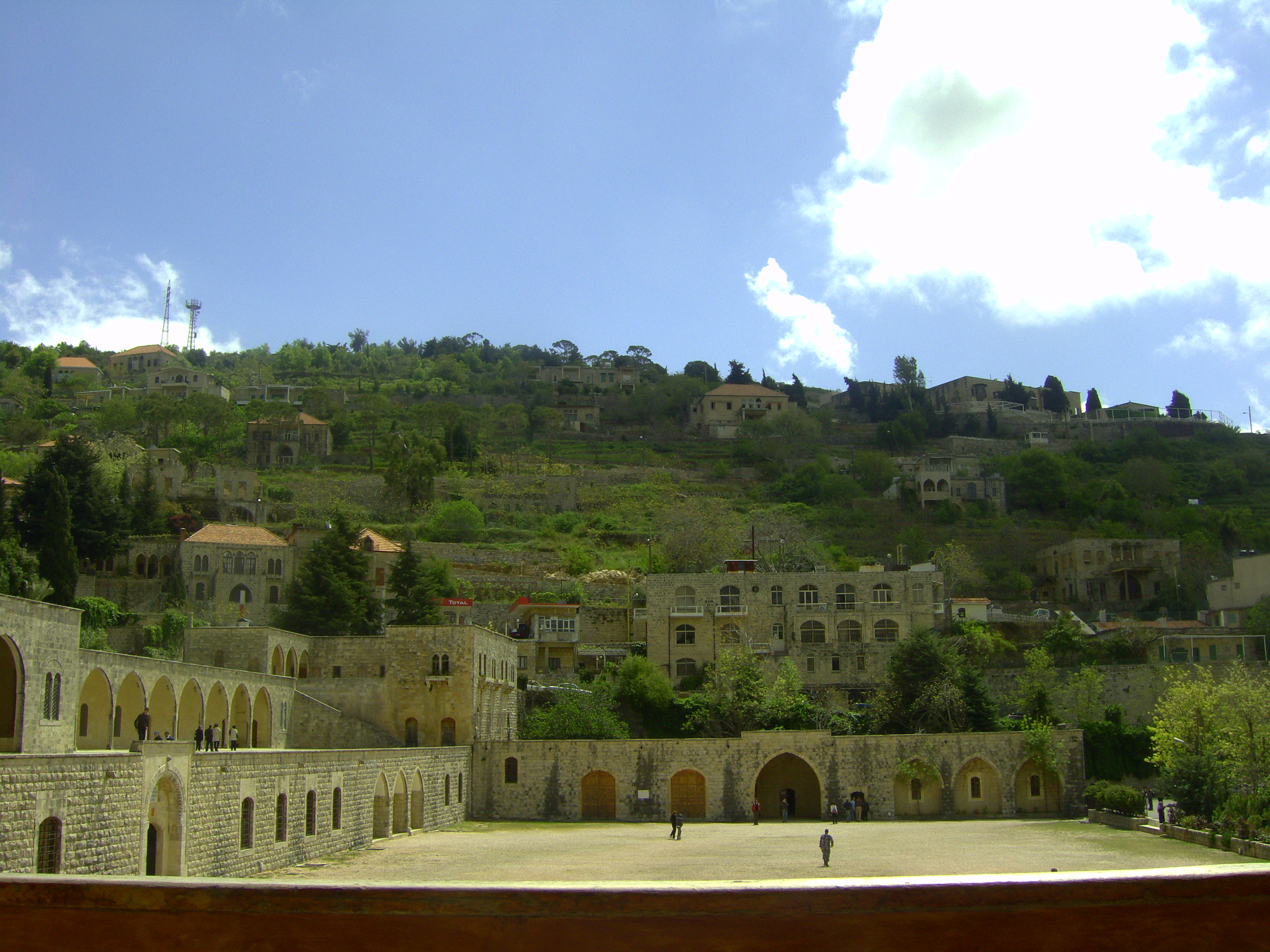
باحة قصر بيت الدين حيث تُقام مهرجانات بيت الدين.

تقام في لبنان العديد من المهرجانات الموسيقية لفنانين لبنانيين وعرب وعالميين والتي تجذب اللبنانيين والعرب، ومن أشهر مهرجانات لبنان: مهرجانات بعلبك، مهرجان بيت الدين، مهرجان بيبلوس، ومهرجان البستان. كما أن لليالي بيروت رونقها الخاص وأنشطتها العديدة من معارض وعروض أزياء وأعمال مسرحية تقام بشكل دائم في مسارحها ومتاحفها ومعارضها وفي الأماكن العامة.
وللبلدات والقرى اللبنانية احتفالاتها الخاصة التي تجذب المواطنين الذين يسكنون جوارها مثل احتفالات عيد السيدة في أب وانتخابات ملكات الجمال واحتفالات العنب والأعمال اليدوية وغيرها.

### المتاحف
لبنان الحضارة والتراث يحتوي معالم ترقى إلى أعرق مراحل التاريخ وأقصاها في الزمان. من هنا اهتمام السياح بهذه المعالم التي تضمها أكثر من عشرين متحفاً على كامل الأراضي اللبنانية.

## التعليم

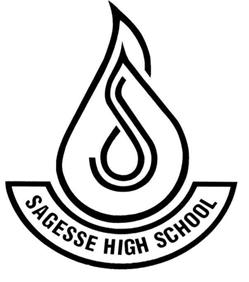
شعار ثانوية الحكمة، إحدى أكبر وأقدم المدارس في بيروت ولبنان.

النظام التربوي اللبناني نظام حر بحسب الدستور اللبناني. والتعليم إلزامي لجميع اللبنانيين للسنوات التسع الأولى من الدراسة الأساسية. ويوجد في لبنان ثلاث مراحل تعليمية:
- المرحلة الأساسية: وهي تشمل السنوات التسع الأولى من الدراسة فيما يعرف بالسنوات الابتدائية والمتوسطة وهي سنوات إلزامية لجميع اللبنانيين. وينال الطلاب في نهايتها على «الشهادة المتوسطة الرسمية»
- المرحلة الثانوية: وهي ثلاث سنوات بعد المرحلة الأساسية. وفي السنة الثانية الثانوية، ينقسم الطلاب بين المسار العلمي أو المسار الأدبي. وفي السنة الثالثة، يختار الطالب أحد المسارات الأربعة التالية: الآداب والإنسانيات، العلوم العامة، علوم الحياة والاقتصاد والاجتماع. ويحصل بنهايتها الطالب على «الشهادة الثانوية الرسمية» أو ما يسميه العامة «بالبكالوريا القسم الثاني» بعد اجتياز امتحانات رسمية تشرف عليها وزارة التربية والتعليم.
- التعليم الجامعي: وهو التعليم الأكاديمي الذي يؤدي إلى الحصول على شهادات جامعية مثل البكالوريوس والماجستير والدكتوراه.

وقد نتج عن هذا النظام وجود قطاعين للتربية في جميع مستوياتها وهما: القطاع الحكومي الذي بدأ مع الاستقلال والقطاع التربوي الخاص الذي يُعد أقدم منه بأجيال.
وتتجلى الثقافة في لبنان بشكل عام بانفتاحها على ثقافات الشرق والغرب، الأمر الذي يبرر توجه الكثير من الطلاب اللبنانيين إلى متابعة تحصيلهم العلمي العالي في جامعات أوروبا وأميركا وجامعات العالم العربي.

### تعليم مهني

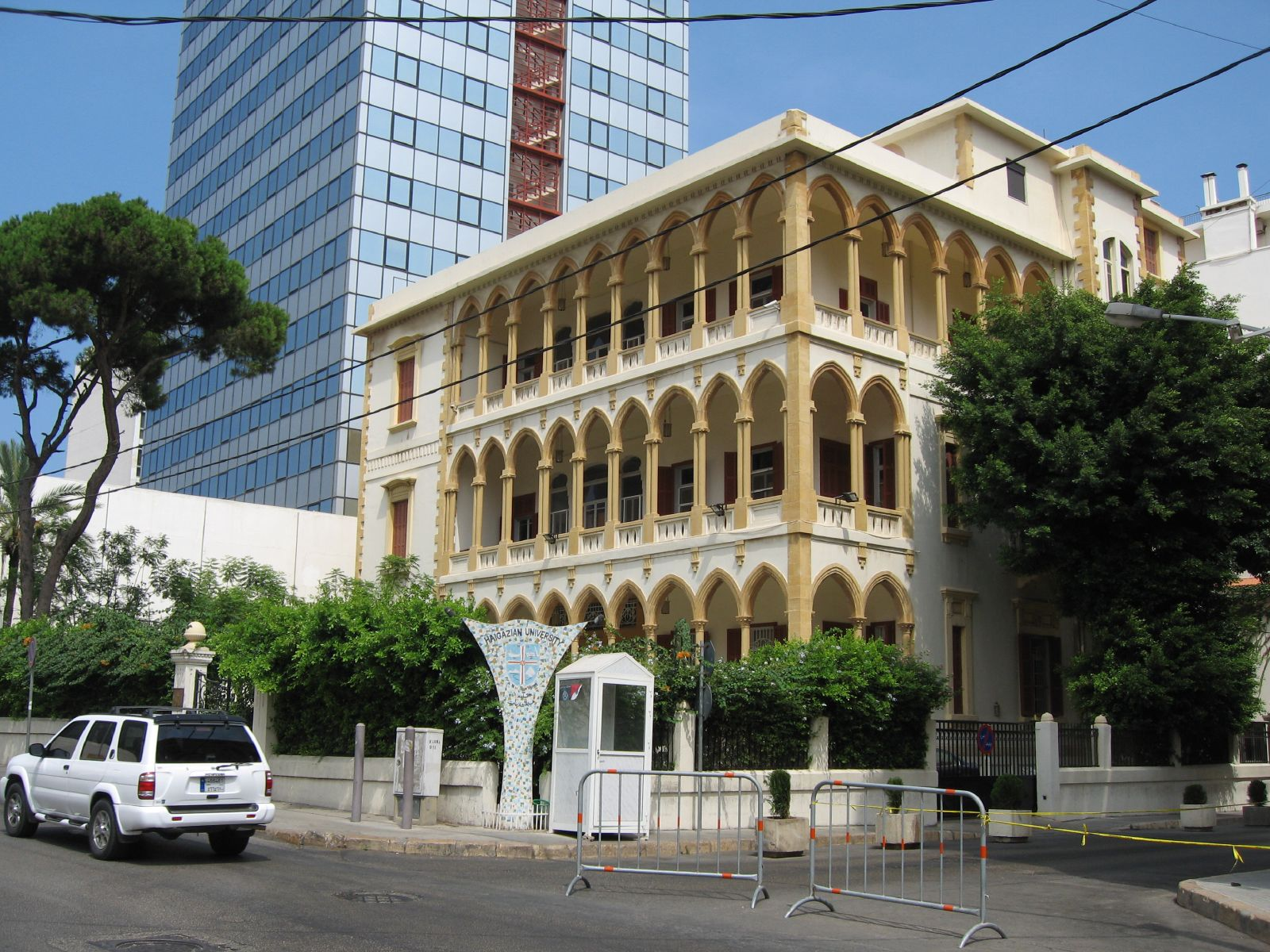
مبنى جامعة هايكازيان.

التعليم المهني في لبنان هو نظام تربوي يهيئ طلاب المستوى الثانوي للعمل فور تخرجهم بتخصصات مطلوبة في سوق العمل. وفي لبنان العديد من المعاهد والمدارس المهنية والتي تستحوذ على 27% من مجموع طلاب المستوى الثانوي إذ بلغ مجموع الطلاب المسجلين في البرامج التقنية والمهنية: 39,773 طالب. ويتميز التعليم والتدريب المهني في لبنان بالآتي:
- يتعلم الطالب في جميع مراحل الدراسة المهنية، المواد النظرية العامة والمهنية والأعمال التطبيقية في ورش ومختبرات المدرسة.
- لا يوجد أي تدريب للطالب في سوق العمل أثناء الدراسة إلا في إطار المدارس التي تتبع نظام «التعليم المزدوج».
- تستطيع المدرسة المهنية الخاصة طلب الترخيص لأي اختصاص إذا كانت شروط البناء متوفرة.
- تستطيع المدرسة المهنية الحكومية اعتماد التدريس لأي اختصاص مع شروط الموافقة من المديرية العامة للتعليم المهني وموافقة وزير التربية.

ويوجد نموذج تعاون بين مؤسسات التعليم والتدريب وقطاعات العمل والإنتاج عنوانه «التعليم المزدوج» وهو تعليم وتدريب مهني تتوزع مهمة القيام به على جهتين: المدرسة المختصة والمؤسسة التدريبية. وبالتالي يحصل التدريب المهني في المدرسة ومؤسسة العمل. حيث يتم التنسيق بين التعليم النظري في المدرسة والتدريب العملي في الشركة، ويحصل الطالب بموجب ذلك على الشهادة الثانوية المهنية بعد ثلاث سنوات، مرفقة بوثيقة تدريب خاصة من قبل الشركة.

### تعليم عالي

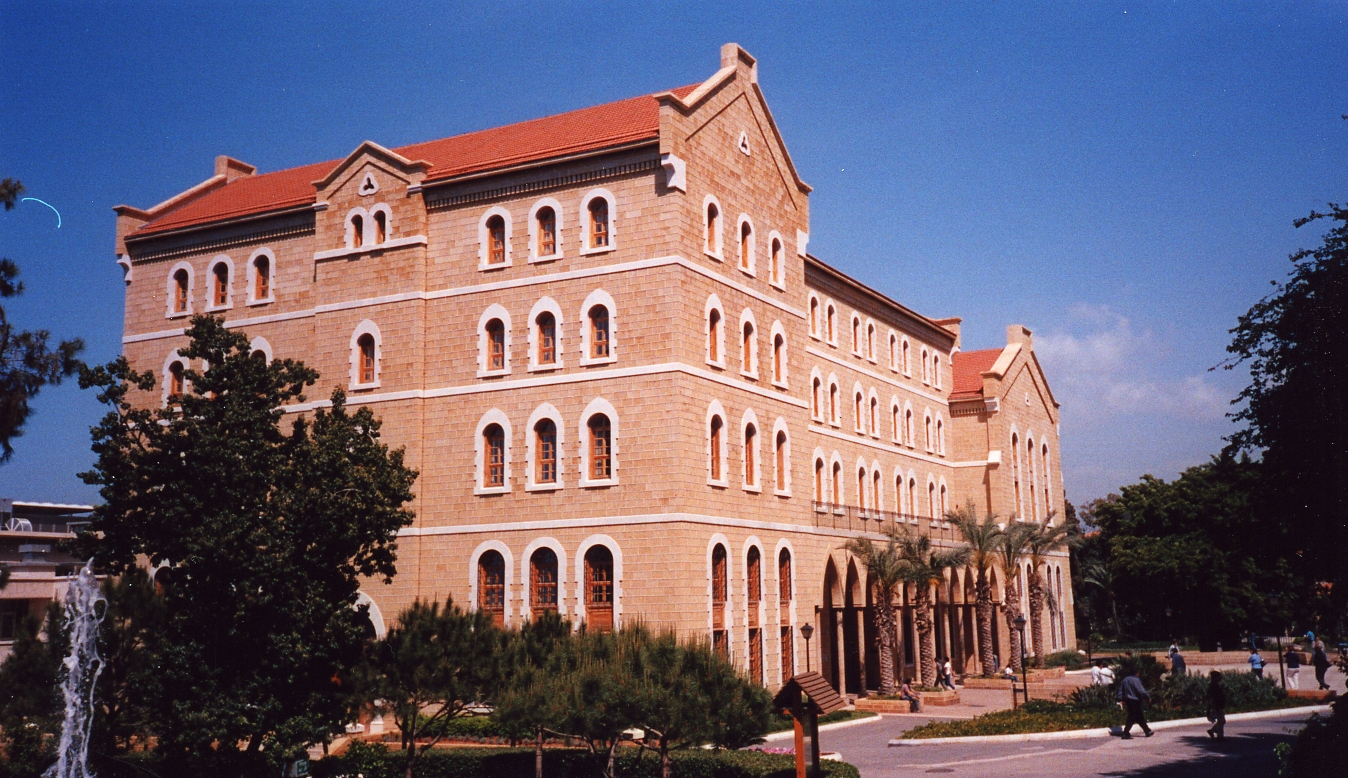
المبنى الرئيسي للجامعة الأميركية في بيروت.

بعد الحصول على شهادة الثانوية يمكن لأي طالب أن يكمل تعليمه في الجامعة أو الكلية أو أي مؤسسة تعليم عالي. واليوم هناك 41 جامعة في لبنان، وبعضها من الجامعات المعروفة عالمياً. كانت الجامعة الأميركية في بيروت أول جامعة تلقن مناهجها باللغة الإنجليزية في البلد، وجامعة القديس يوسف الجامعة الأولى التي لقنت مناهجها باللغة الفرنسية. كما هناك الجامعة اللبنانية التي تديرها الحكومة، الجامعة الأنطونية للرهبان الأنطونيين وجامعة بيروت العربية المدعومة من مصر وبالتحديد من جامعة الإسكندرية. وفي الربع الأول من القرن العشرين تأسست الكلية الأميركية للبنات وهي ما يعرف اليوم بالجامعة اللبنانية الأميركية وهي تماما مثل الجامعة الأميركية في بيروت كانت نتيجة جهود بعض المرسلين من الطائفة الإنجيلية للمشيخية الأميركية.
تعتبر الفترة الممتدة من سنة 1999 إلى 2003 هي فترة نشاط استحداث الجامعات في لبنان. فلقد كثرت وأخذت أسماء مختلفة فمنها ما هو وطني ومنها ما هو أميركي ومنها ما هو دولي ومنها ما هو شرق-أوسطي أو عربي. ويعتبر اللبناني الحكم الأول على هذه الجامعات. فالجامعة التي لا تلبي طموحه وتمنحه العلم بالصورة الصحيحة غالبًا ما تتلاشى وتذهب ريحها سريعًا. حصل لبنان على المركز الثامن والثمانين في قائمة أعدتها الأمم المتحدة حول نسبة الأمية في العالم وفقا لنسبة إجمالي الالتحاق بالمؤسسات التعليمية لعام 2008، من بين 177 دولة مشاركة.

## الصحافة والإعلام
يعتبر لبنان من أكثر الدول العربية شهرة بهذه المهنة منذ انطلاقتها مع جريدة «حديقة الأخبار» عام 1858. واستطاعت الصحافة اللبنانية أن تحتل مركز الصدارة في مجالات الإعلام والإعلان والتثقيف والدفاع عن الحرية في العالم العربي. كما توجد في لبنان جامعات ومدارس خاصة لتعليم الصحافة والإعلام على درجة من الرقي والإتقان، وبذلك تكون البلاد من أقوى الدول العربية في هذا المجال وخاصة في مجال الإذاعة والتلفزيون والصحافة. والإعلام في لبنان حر وغير موجه ومتعدد.

### الإعلام المرئي

شعار قناة تلفزيون لبنان، القناة التلفزيونية الرسميّة.

ويوجد في لبنان تسعة محطات تلفزيونية أرضية، وسبعة منها فضائية. تجذب محطات التلفزة التي تبث عبر الأقمار الاصطناعية مشاهدين من كل البلاد العربية.
وكان التلفزيون اللبناني سباقا للإنتاج ومعروفا في مجال الدراما العربية التي انتشرت في العالم العربي قبل الحرب الأهلية، إلا أن إنتاجية هكذا أعمال انخفضت مع بداية الحرب. والآن يشتهر التلفزيون اللبناني بالبرامج الاستعراضية والألعاب الفنية مثل سوبر ستار وبرامج الواقعية مثل ستار أكاديمي الذين يجذبان ويتفاعلان مع المشاهدين من كل العالم العربي. ومن أشهر محطات التلفزة اللبنانية هي تلفزيون المستقبل وLBC وOtv وMtv وتلفزيون المنار.

### الإعلام المسموع
الإعلام اللبناني متطور إلى حد كبير، ويتمتع بالتنوع الذي يعكس تنوع البلاد والانقسامات التي تعصف به. ولبنان أول دولة عربية تسمح لمحطات إذاعة خاصة بالعمل ضمن حدودها مع احتفاظ الحكومة بحق الموافقة على إنشاء المحطات ومراقبة نشرات الأخبار والبرامج السياسية. وبإمكان جهاز الرقابة إيقاف أي بث يعتقد أن له انعكاسات سلبية على الأمن.
وتقسم المحطات الإذاعية إلى ثلاث فئات:
1. الفئة الأولى هي التي يسمح لها ببث الأخبار السياسية. ومعظم هذه الإذاعات تتبع جهات سياسية أو طائفية.[159]
2. الفئة الثانية هي التي تبث البرامج الفنية فقط.
3. الفئة الثالثة هي إذاعات الإف أم التي تبث في المناطق التي تعد بالمئات، فخلال الطفرة الإعلامية غير الشرعية التي شهدها لبنان بثت المئات من إذاعات الـ «إف. أم» التي تعمل على الموجة القصيرة جداً، وكان يكفي وجود هاتف ومكتب صغير لإدارة إذاعة يغطي بثها بضعة كيلومترات مربعة، وبعد صدور قانون الإعلام انخفض عددهم بشكل ظاهر.[160]

### النشر
يشجع الدستور اللبناني الحرية الشخصية وحرية المعتقد والتعبير مما يجعل الحرية الصحفية في لبنان من أعلاها في البلاد العربية. ولفترة طويلة من الزمن كانت معظم الأنظمة والمعارضات العربية تنشئ صحفها في لبنان من أجل التعبير عن مبادئها أو مهاجمة منافسيها. ومما يزيد من اعتزاز الصحافة في لبنان بأن يكون خريجوها قد انتقلوا بخبراتهم إلى أقطار عربية عدة، لا سيما في السعودية والخليج وأوروبا، لكن هذا الانتقال أثر سلباً على الصحافة اللبنانية نفسها إذ لم تستطع تعويض الخسارة.
وحالياً هناك 110 صحف ومجلات سياسية مرخصة في لبنان متنوعه بين شهرية وأسبوعية ويومية. 14 منها هي صحف يومية، من ضمنها ثلاثة تصدر بلغات أجنبية هي الأرمنية والفرنسية والإنجليزية. تتحدث الأرقام المتداولة عن نسبة تتراوح بين الثمانين ألفا والمئة ألف عدد تباع يومياً موزعة على الصحف الأربعة عشر مجتمعة. أما القراء فيتراوح عددهم بين 320 ألفا و400 ألف قارئ.
ودفع الصحفيون اللبنانيون ثمنا غالياً بسبب مواقفهم، فقد اغتيل جميل مروة وجبران المتني في أواخر ستينات القرن العشرين ورياض طه وسليم اللوزي إبان الحرب الأهلية، ومؤخراً اغتيل سمير قصير وجبران تويني بسبب مواقفهم من ثورة الأرز الداعية لاستقلال لبنان، كما تعرضت مي شدياق إلى محاولة اغتيال أدت إلى بتر يدها وساقها، بالإضافة إلى ذلك فقد هرب العديد من الصحفيين اللبنانيين من لبنان بسبب التهديدات التي تلقوها بسبب مقالاتهم.
ويصدر في لبنان العديد من المجلات الأسبوعية والتي تغطى كل ميادين المعرفة من سياسية وفنية وعلمية وقصص مصورة. وكان لبنان أول من أصدر المجلات المصورة مثل سوبرمان و«ريما» في العالم العربي.
ويشتهر لبنان بدور النشر التي تصدر الكتب المتنوعة العربية منها والمترجمة من لغات أخرى. وأول دار للنشر في لبنان أنشئت بهدف النشر والتوزيع والتأليف هي دار العلم للملايين في سنة 1945، وكان معظم المشتغلين في إنتاج الكتاب قبل ذلك إما أصحاب مطابع أو أصحاب مكتبات ولم يكونوا متخصصين بالنشر. ويوجد لدى نقابة الناشرين في لبنان حوالي 600 ناشر مسجل لديها ولكن عدد الفاعلين لا يتجاوز ال 100 ناشر أبرزهم دار النهار وشركة المطبوعات ودار المنشورات الحقوقية صادر ودار الفارابي ودار كنعان ودار الحلبي للمنشورات الحقوقية. وتُصدر هذه الدور حوالي 5000 عنوان جديد سنوياً. كما أنشأ الناشرون اللبنانيون دور نشر في أوروبا مثل «دار الريس»، وفي الدول العربية مثل «مكتبة خياط». اختارت منظمة اليونسكو مدينة بيروت عاصمة للكتاب العالمي لسنة 2009.
معظم الجرائد والمجلات لها وجود ومواقع على الإنترنت. وبدأت الجرائد الإلكترونية تشيع مثل «ليبانون فايلز» و«النشرة» و«لبنان الآن» التي تقدم الأخبار على موقعها لحظة حدوثها، بالإضافة إلى البلوغات التي بدأت تأخذ اهتماما كبيراً كصحافة فردية. كما برز في لبنان مجموعة من رجال الفكر والأدب والشعر والفلسفة مثل جبران خليل جبران وميخائيل نعيمة وعبد الله غانم ومارون عبود وتوفيق يوسف عواد ورشيد أيوب وعيسى المعلوف وصلاح لبكي وسعيد عقل ورشيد نخلة وروبير عبد الله غانم ويوسف غصوب.

## أعلام ومشاهير

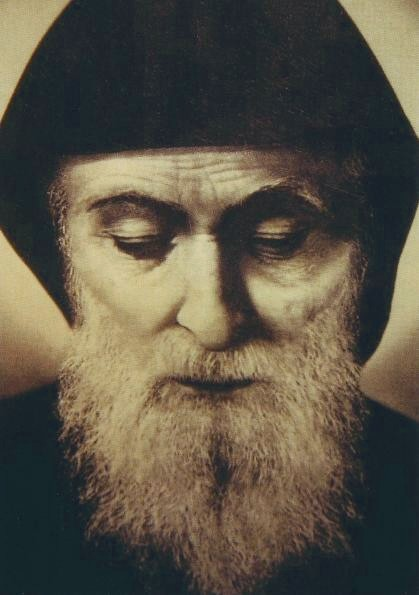
القديس شربل (مار شربل)، قديس من لبنان.

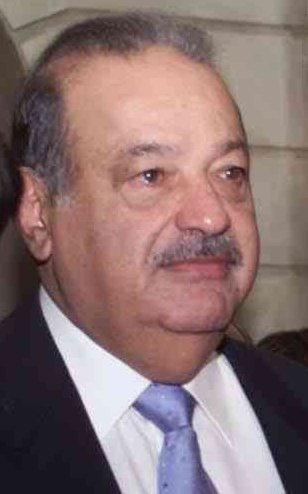
كارلوس سليم الحلو.

برع اللبنانيون في شتى المجالات وكان لهم بعض الفضل في المساهمة بإثراء الثقافات منذ العهود القديمة، فالأساطير تروي أن أدونيس وأخته أوروبا هما من قدما الحضارة لشمال البحر المتوسط وعلما شعوبها الأبجدية. كما أن حيرام ملك صور أرسل أفضل معمارييه حيرام أبي ليشرف على هندسة هيكل سليمان. كما كان البيروتيين «أميليوس بابينيانوس» (باللاتينية: Aemilius Papinianus) و«أولبيان» (باللاتينية: Ulpian) من أهم مساهمي تطوير القانون الروماني.
وفي العصر الحديث، ساهم اللبنانيون في إثراء شتى أنواع الفنون والآداب مثل جبران خليل جبران الذي بدأ فلسفة الواقع في الولايات المتحدة، وجبران تويني وروز اليوسف وجرجي زيدان الذين ساهموا في إغناء الصحافة العربية، والأخطل الصغير الذي كان له باع طويل في الشعر العربي. والشيخ توفيق الهبري الذي أنشأ النظام الكشفي العربي. وشارل مالك الذي أشرف على وضع الإعلان العالمي لحقوق الإنسان بطلب من الأمم المتحدة، وهيلين توماس رئيسة قسم البيت الأبيض في وكالة يونايتد برس انترناشونال، وحسن كامل الصباح عالم الكهرباء الذي لقب بأديسون الصغير، وطوني فاضل وهو أحد مخترعي مشغل آي بود وهاتف آي فون، ومايكل دبغي جراح القلب العالمي الذي اخترع معظم أساليب جراحة القلب المعاصرة، وجورج حاتم طبيب الملايين الذي ساند ماو تسي تونغ في ثورته الشيوعية. ورمال رمال عالم الفيزياء الذي اعتبر أصغر علماء عصره، وإلياس جيمس كوري الحائز على جائزة نوبل في الكيمياء عام 1990 وهو من أصول مسيحية لبنانية، والسير مايكل عطية واضع عدة نظريات رياضية، وشارل العشي عالم الفضاء في ناسا، وبيتر مدور الطبيب الحائز على جائزة نوبل عام 1960 وهو من أصول مارونية لبنانية، وآرديم باتابوتيان الحائز على جائزة نوبل في الطب عام 2021 وهو من أصول أرمنية لبنانية، كما رُشح الفيلسوف روبير عبد الله غانم لجائزة نوبل في الأدب، ورشحت عالمة الوِرَاثِيَّات هدى الزغبي جائزة نوبل في الطب عام 2020.

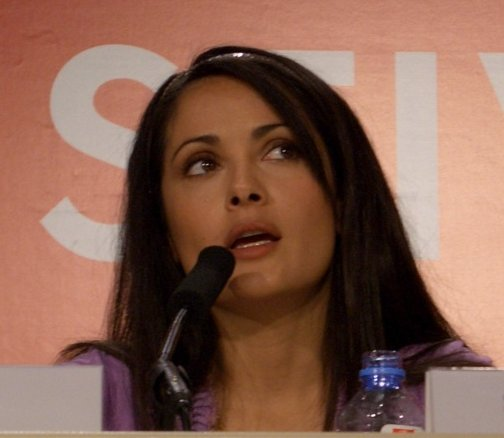
سلمى حايك، الممثلة المكسيكية-الأمريكية ذات الأصل اللبناني.

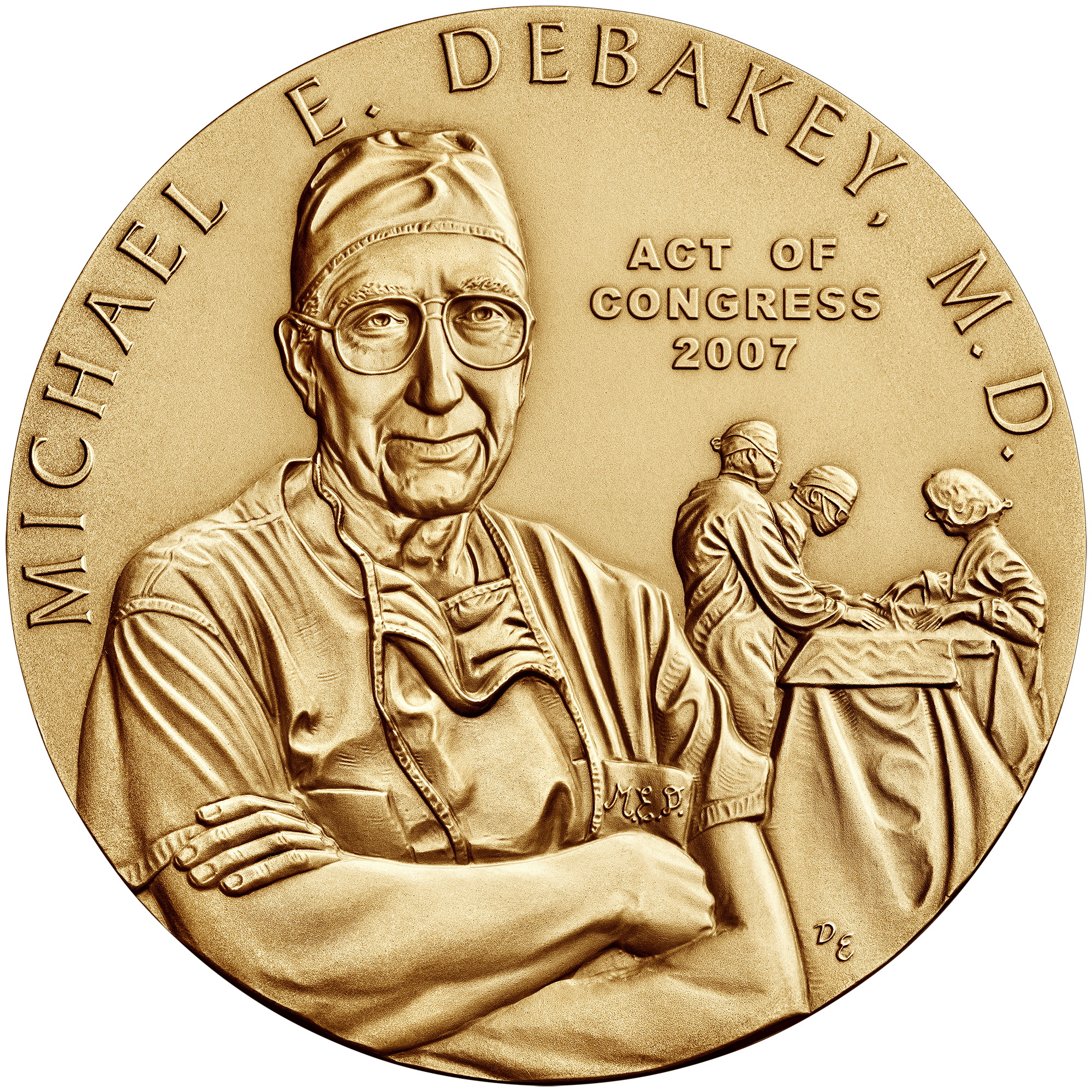
ميدالية الكونغرس الأميركي الذهبية باسم مايكل دبغي.

وفي عالم السياسة برع اللبنانيون خارج وطنهم بأفضل مما حققوه في وطنهم، ومن أشهر أعلامهم السياسيين وزيرة الصحة الأمريكية دونا شلالا والسياسيين الأمريكيين رالف نادر وفيليب حبيب والعسكري الأمريكي وقائد القوات الأمريكية الأسبق في العراق جون أبي زيد والنائب في البرلمان الكندي ماريا موراني.
وفي عالم الأعمال، برز منهم كارلوس سليم الحلو أثرى رجل في العالم وكارلوس غصن رئيس شركة نيسان ورينو ونيكولا حايك رئيس شركة سواتش والأمير الوليد بن طلال.
أما في عالم الفن فأطلق لبنان عمالقة مثل صباح الرحابنة وفيروز ووديع الصافي والعديد من المطربين والمغنيين الذين ذاع صيتهم في العالم العربي. وفي المجالات العالمية اشتهر منهم فرانك زابا وشاكيرا ومساري وميكا وكارل وولف. وفي عالم السينما والتمثيل برز منهم طوني شلهوب وسلمى حايك والمؤلف لعدة أفلام كرتونية مثل توم وجيري جوزيف باربيرا.

## العطل والأعياد
هناك عدد كبير من العطل الرسمية في لبنان حالياً كنتيجة لتنوعه الطائفي والمذهبي، وفي وقت سابق كان بعض الأعياد لا يُعطل فيها سوى أبناء الطائفة أو الدين المخصص لهم هذا العيد، قبل أن يتم تعديل هذا الأمر وتصبح العطل الدينية مفروضة على الجميع سواء كانوا من أتباع هذا الدين أو لم يكونوا. وكان هناك أعياد تُقام في لبنان في عصور سابقة، أما اليوم فقد اندثرت، مثل الاحتفال بذكرى موت أدونيس. أما الأعياد والعطل الحالية فتشمل:
| التاريخ                          | المناسبة                                      | الوصف                                                      |
| عطل ثابتة التواريخ               |                                               |                                                            |
| 1 كانون الأول / يناير            | رأس السنة الميلادية                           | أول أيام السنة حسب التقويم الميلادي                        |
| 6 كانون الأول / يناير            | عيد الميلاد عند الطوائف الأرمنية والأرثوذكسية | عيد ميلاد يسوع المسيح بحسب تقويم الكنائس الشرقية           |
| 9 شباط / فبراير                  | عيد مار مارون                                 | ذكرى القديس مارون مؤسس الطائفة المارونية                   |
| 25 آذار / مارس                   | عيد البشارة                                   | يوم بشارة الملاك جبرائيل للسيدة العذراء بميلاد يسوع المسيح |
| 1 أيار / مايو                    | عيد العمال                                    | يوم التضامن مع العمال                                      |
| 15 آب / أغسطس                    | عيد انتقال السيدة العذراء                     | عيد انتقال مريم العذراء إلى السماء                         |
| 22 تشرين الثاني / نوفمبر         | عيد الاستقلال                                 | ذكرى إعلان الاستقلال عن فرنسا                              |
| 25 كانون الأول / ديسمبر          | عيد الميلاد عند الطوائف الكاثوليكية           | عيد ميلاد يسوع المسيح بحسب تقويم الكنائس الغربية           |
| أعياد دينية بتواريخ غير ثابتة    |                                               |                                                            |
| 1 محرم (تقويم هجري)              | رأس السنة الهجرية                             | أول أيام السنة حسب التقويم الهجري                          |
| 10 محرم (تقويم هجري)             | ذكرى عاشوراء                                  | يوم استشهاد الإمام الحسين                                  |
| 12 ربيع الأول (تقويم هجري)       | المولد النبوي                                 | مولد النبي محمد                                            |
| 1 و 2 شوال (تقويم هجري)          | عيد الفطر                                     | عيد الفطر يلي شهر رمضان                                    |
| 10 و 11 ذو الحجة (تقويم هجري)    | عيد الأضحى                                    | عيد الأضحى                                                 |
| في شهر مارس أو أبريل             | جمعة الآلام عند الطوائف الكاثوليكية           | ذكرى صلب المسيح بحسب تقويم الكنيسة الغربية                 |
| يوم الاثنين الذي يلي جمعة الآلام | عيد القيامة                                   | ذكرى قيامة المسيح بحسب تقويم الكنيسة الغربية               |
| في شهر مارس أو أبريل             | جمعة الآلام عند الطوائف الأرمنية والأرثوذكسية | ذكرى صلب المسيح بحسب تقويم الكنيسة الشرقية                 |
| يوم الاثنين الذي يلي جمعة الآلام | عيد القيامة                                   | ذكرى قيامة المسيح بحسب تقويم الكنيسة الشرقية               |
| الاحتفالات التي تقام بدون عطل    |                                               |                                                            |
| 6 مايو / أيار                    | عيد الشهداء                                   | ذكرى الشهداء الذين شنقهم الأتراك عام 1916                  |
| 25 مايو / أيار                   | عيد المقاومة والتحرير                         | ذكرى إنسحاب إسرائيل من الجنوب                              |

## صور عن لبنان

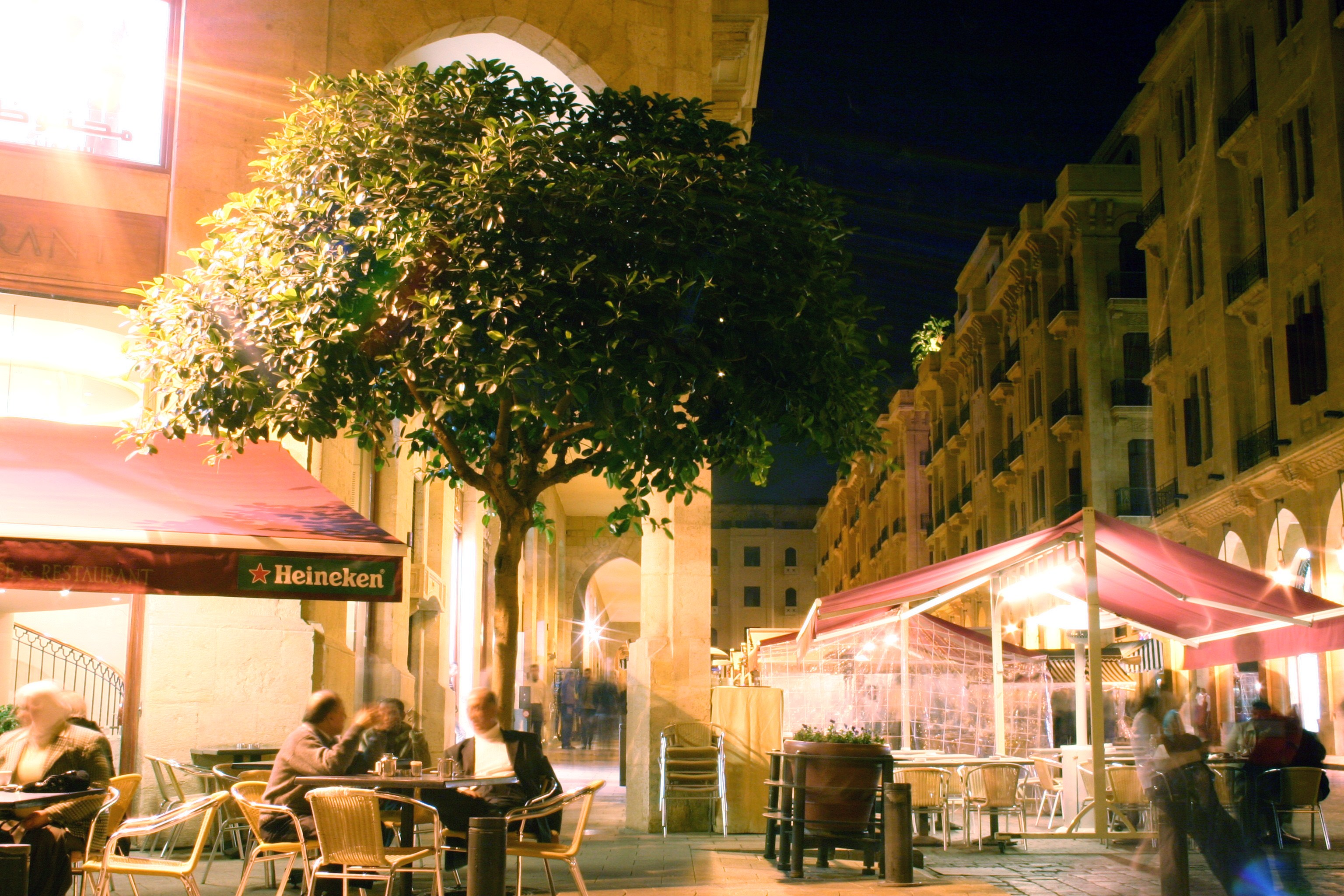
وسط العاصمة بيروت
تمثال الشهداء في ساحة الشهداء، بيروت
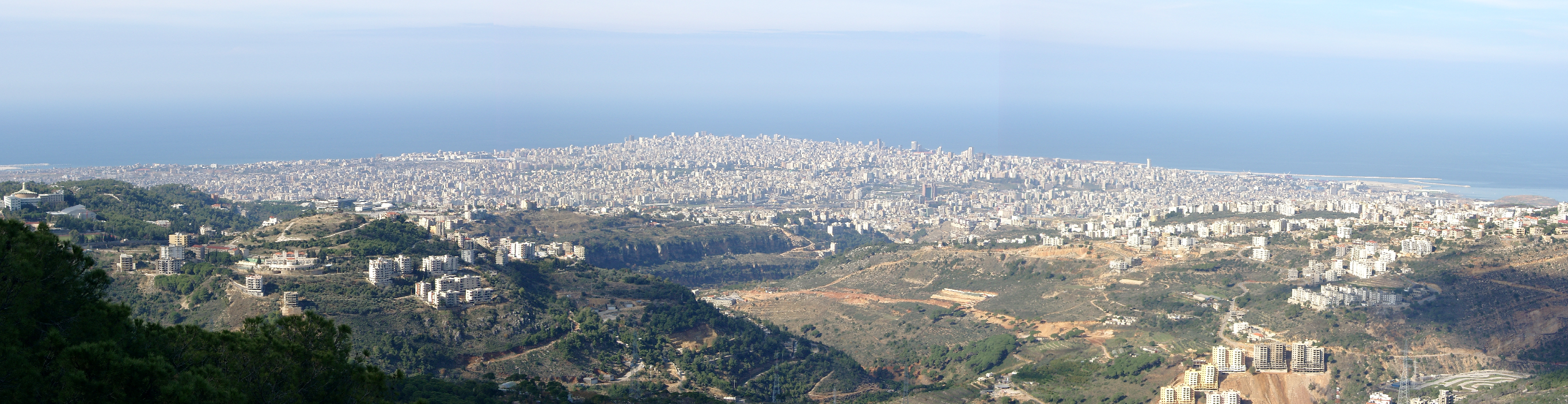
منظر عام للعاصمة بيروت
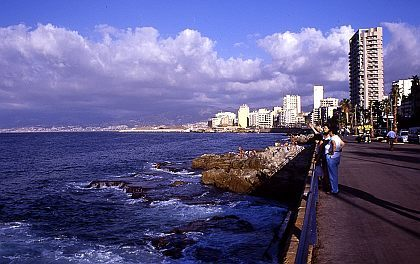
كورنيش بيروت
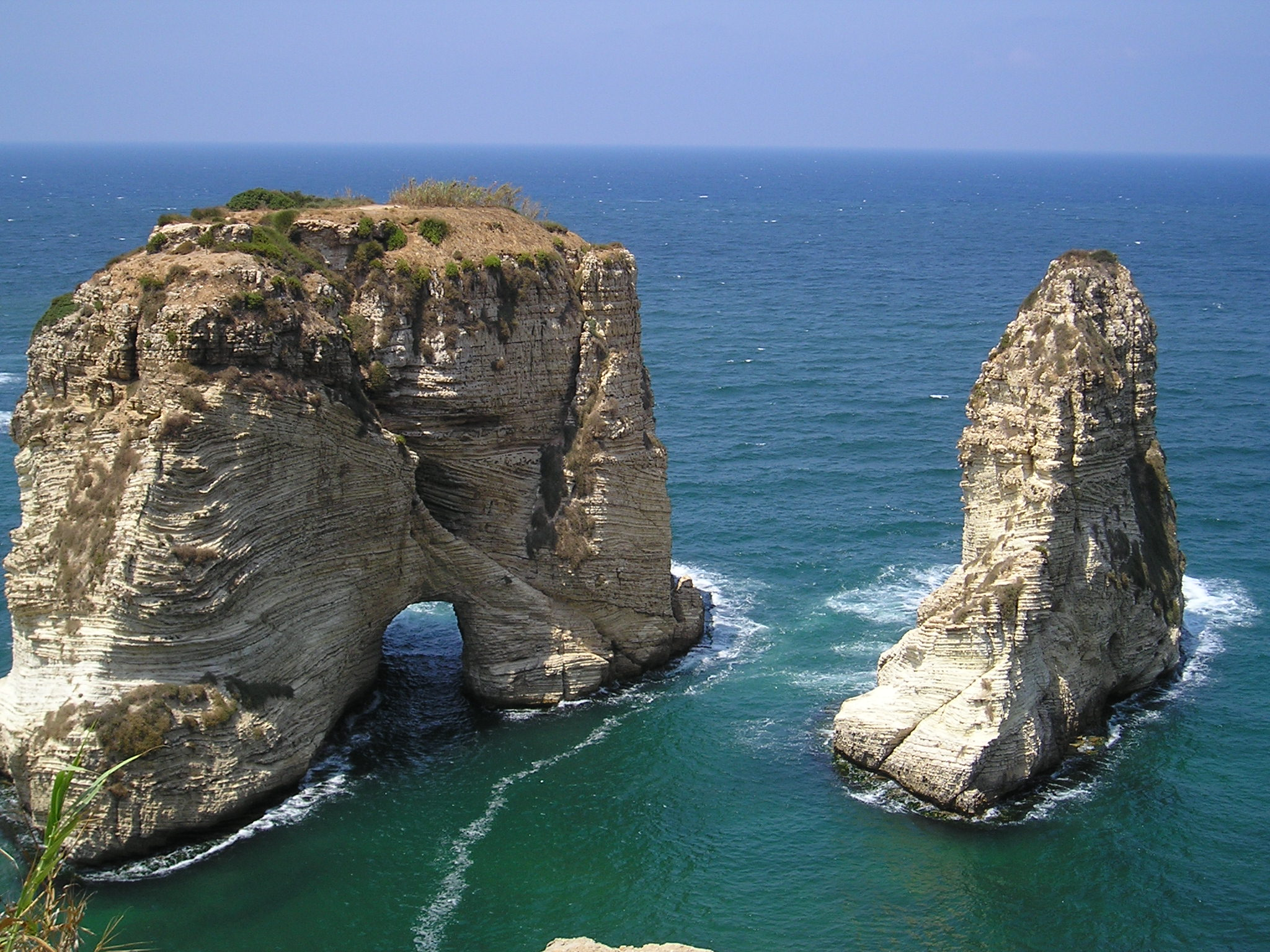
صخرة الروشة
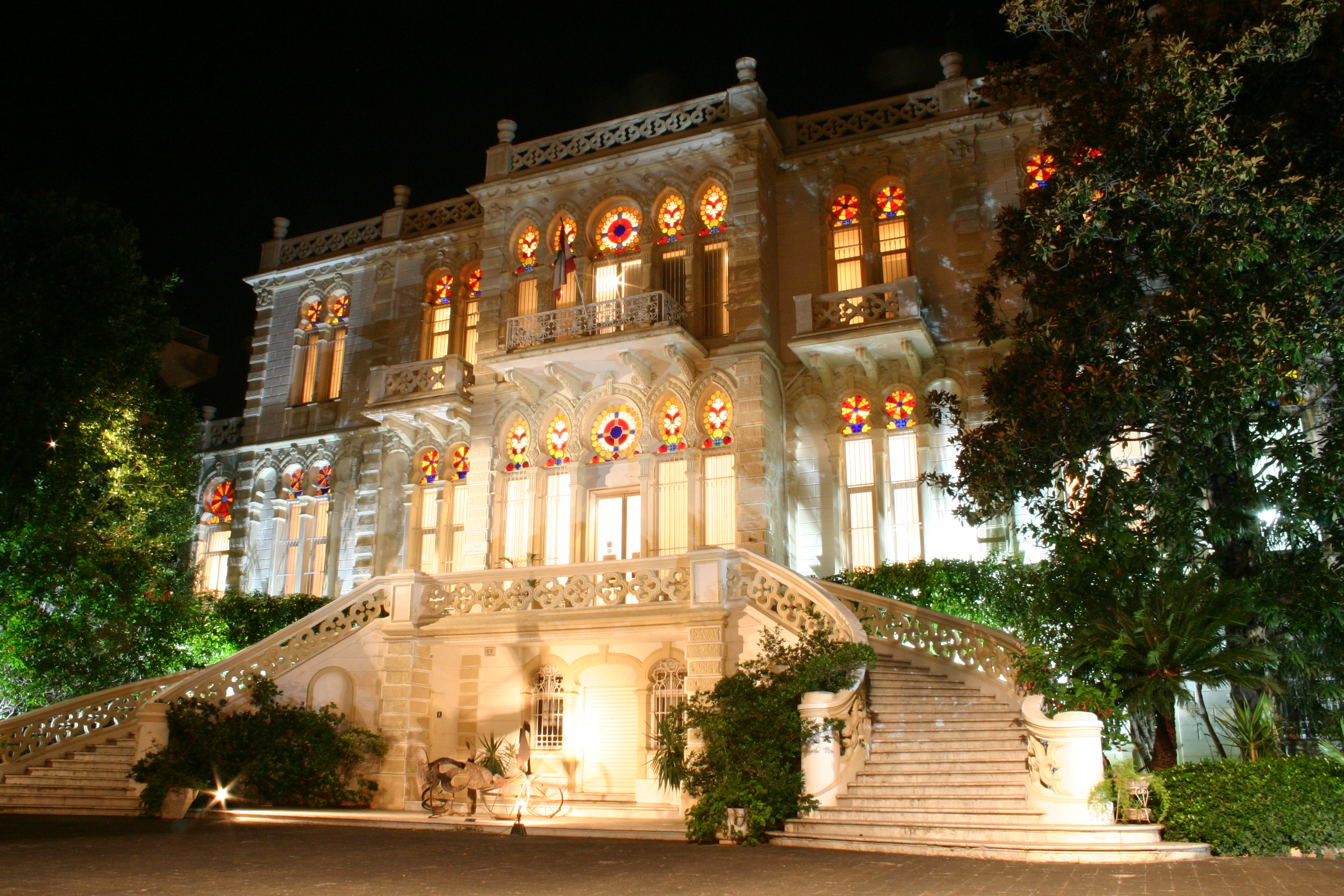
متحف سرسق في بيروت
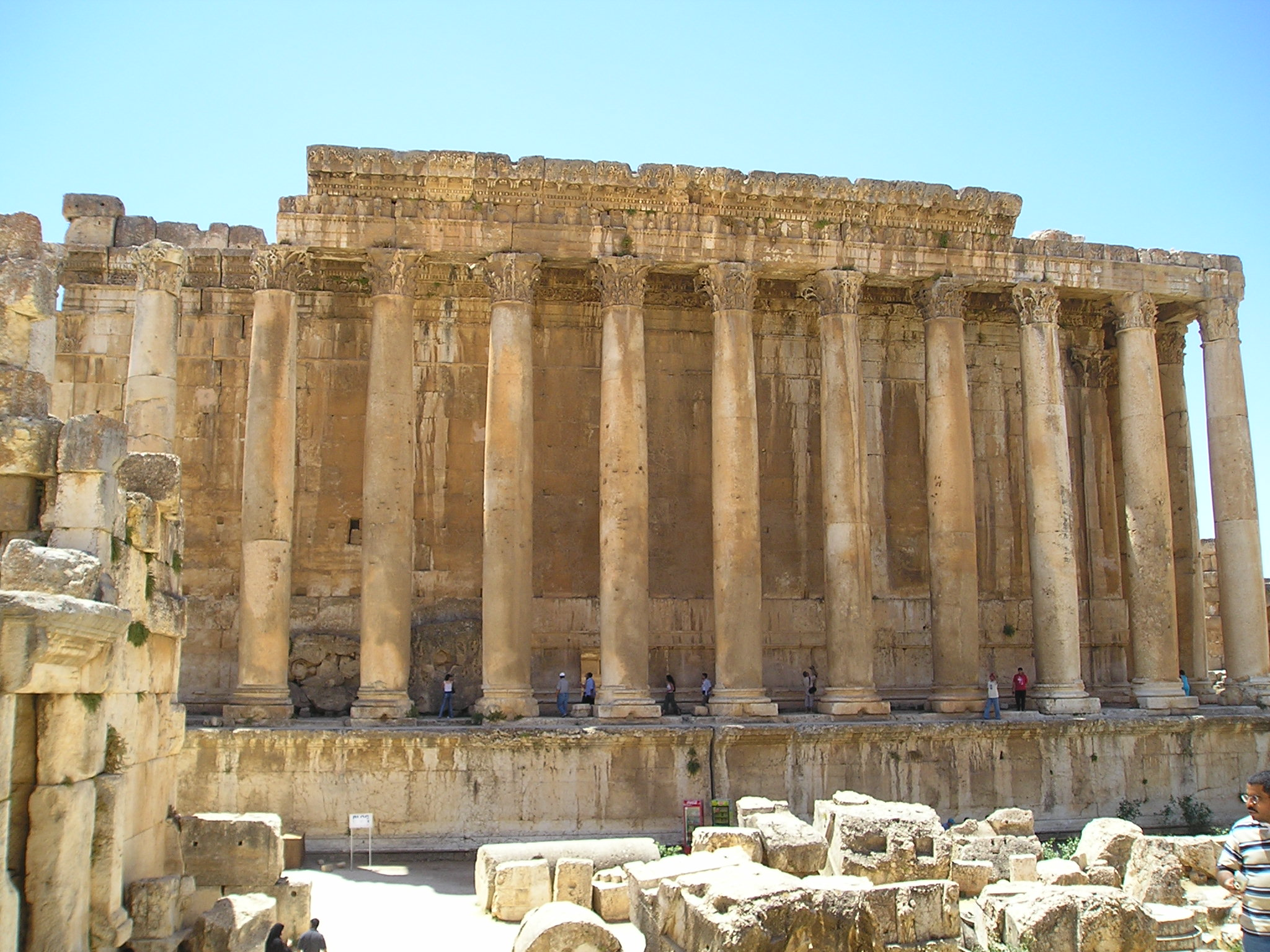
معبد باخوس في مدينة بعلبك
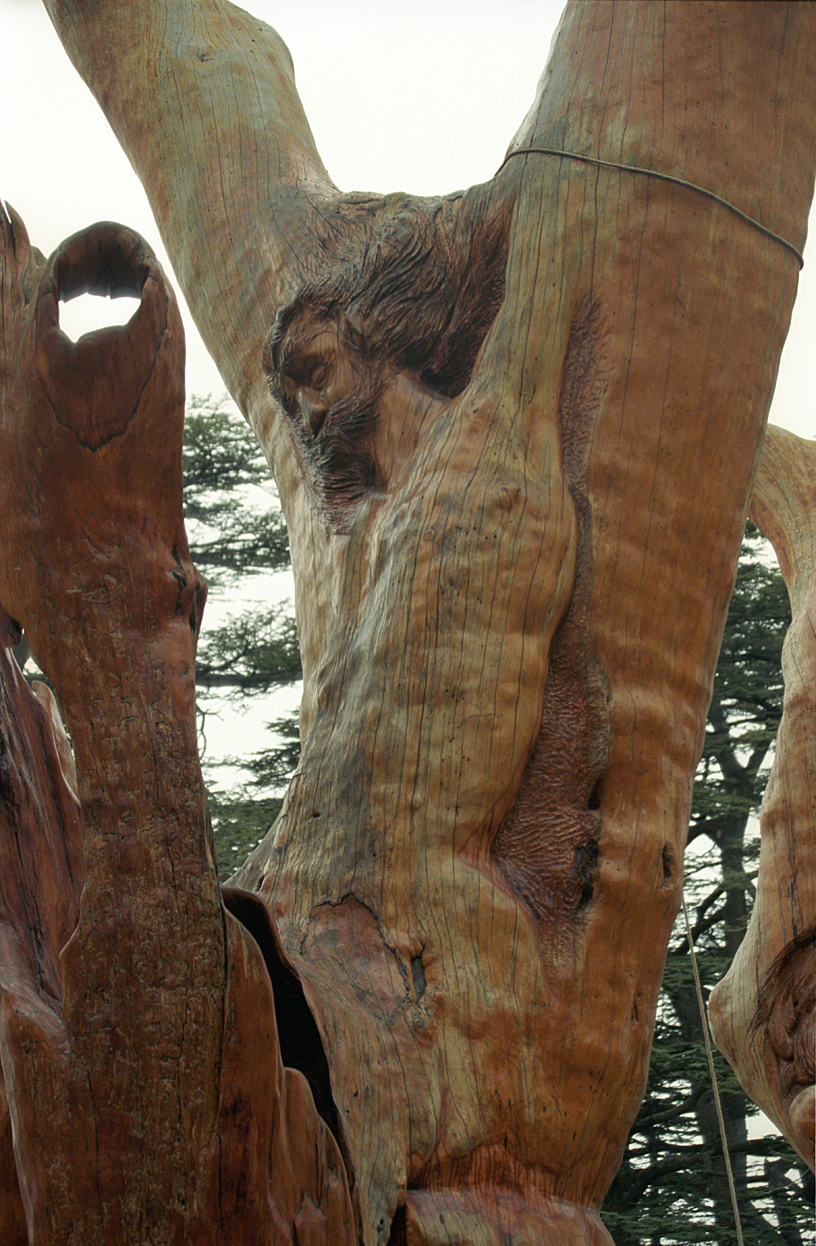
حفر على شجرة أرز معمرة يظهر المسيح المصلوب، غابة أرز الرب
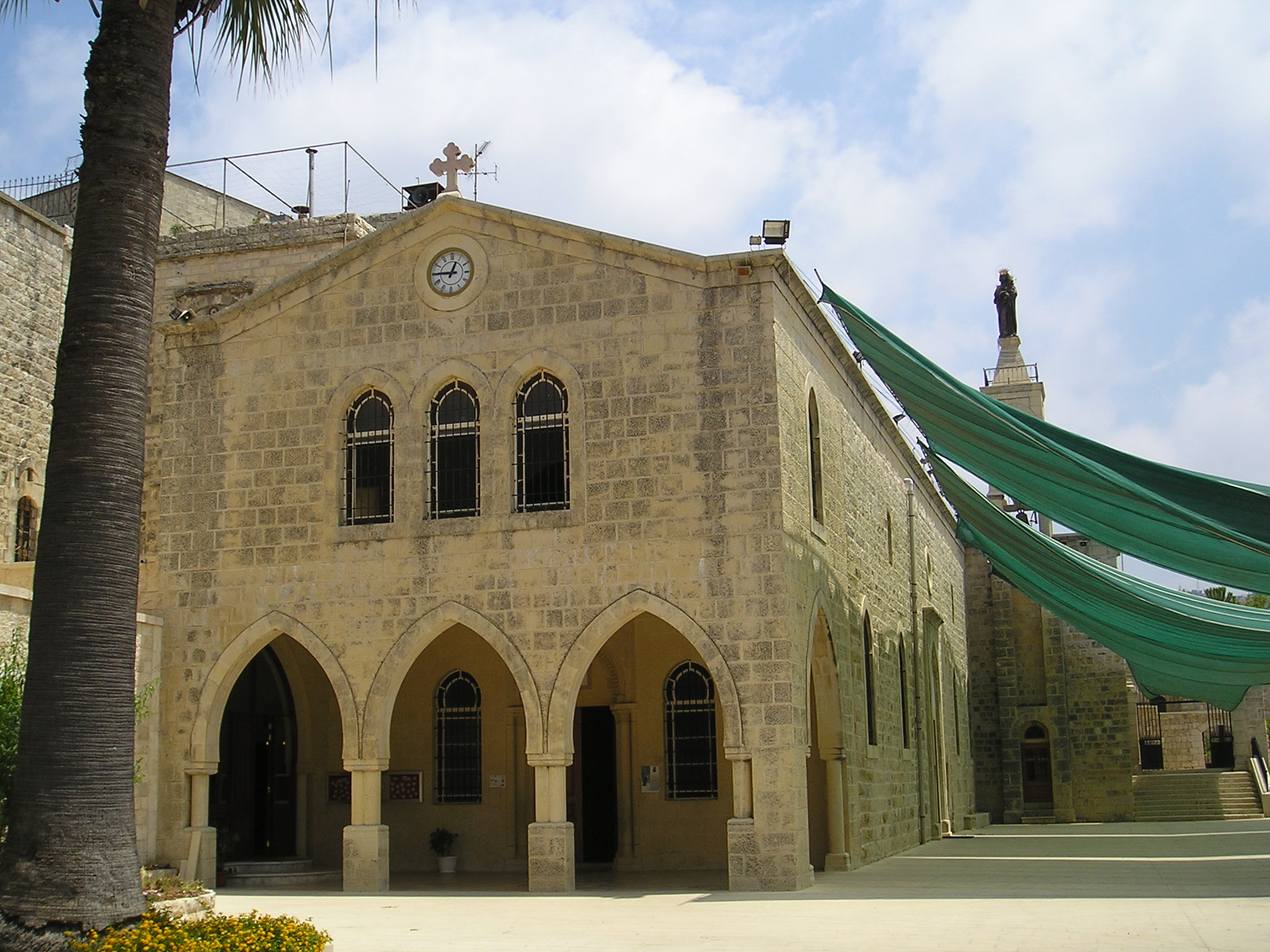
كنيسة السيدة في دير القمر
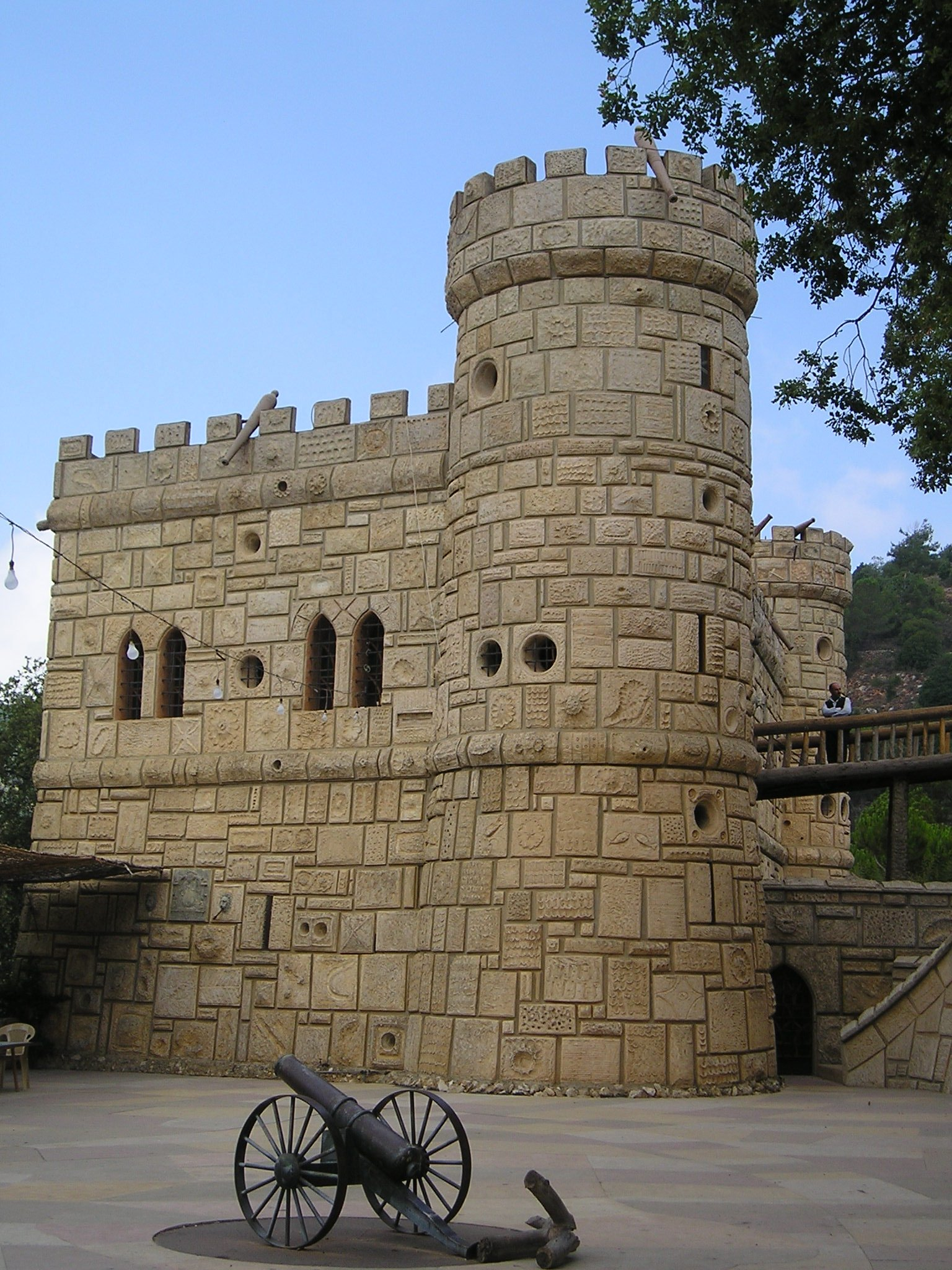
قصر موسى في الشوف
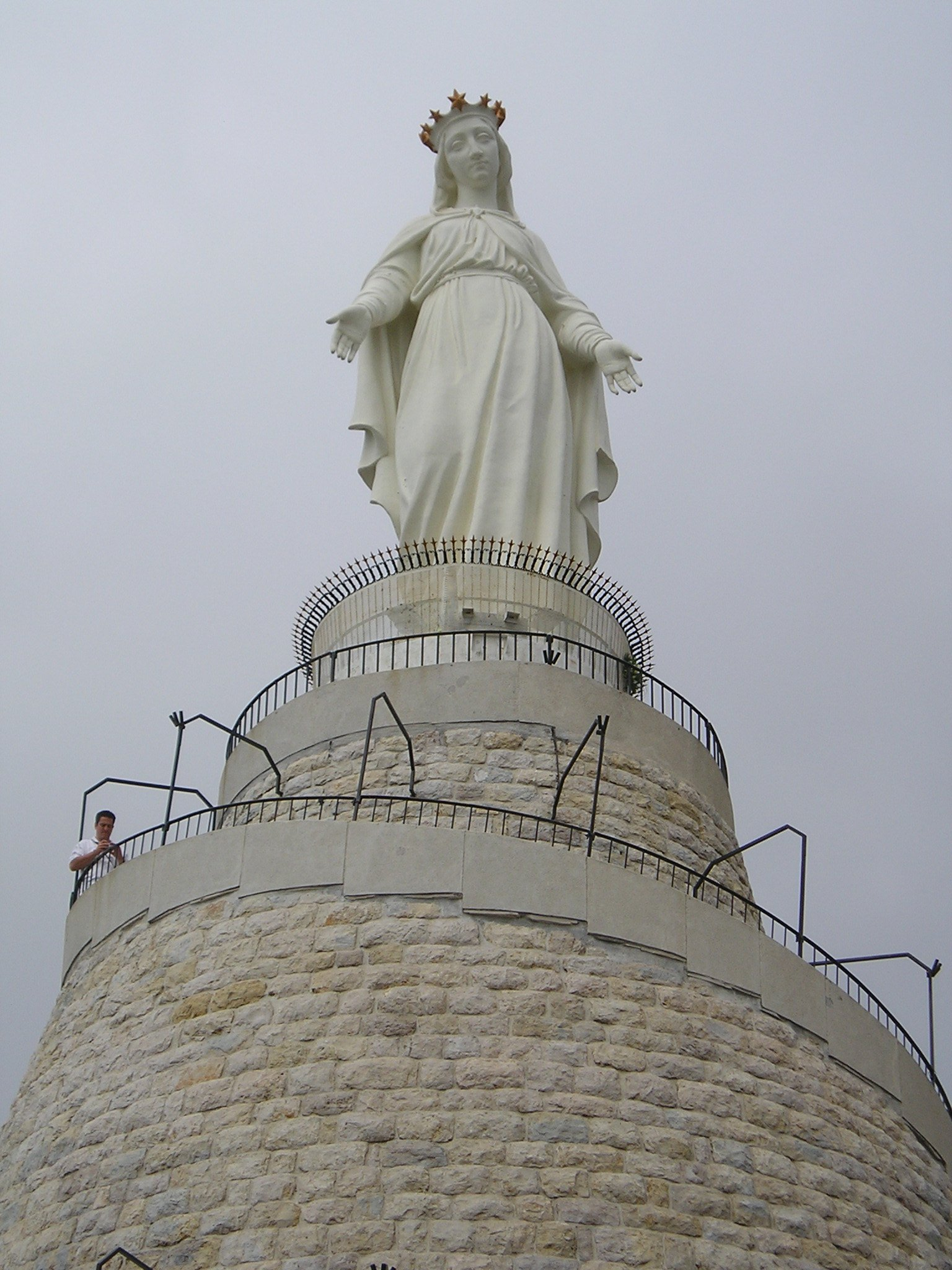
تمثال سيدة لبنان في حاريصا
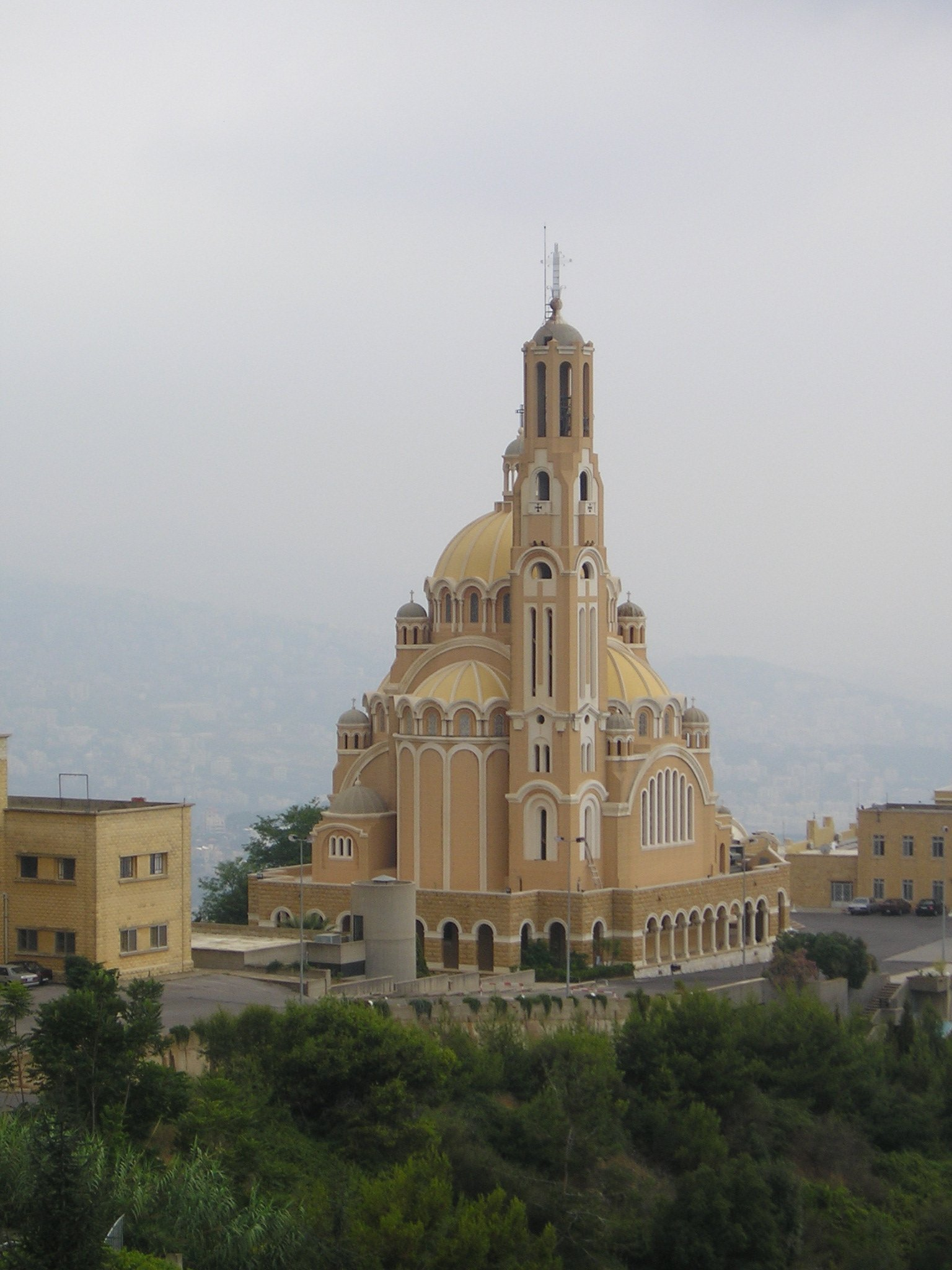
كنيسة القديسين بطرس وبولس للروم الملكيين الكاثوليك في حريصا
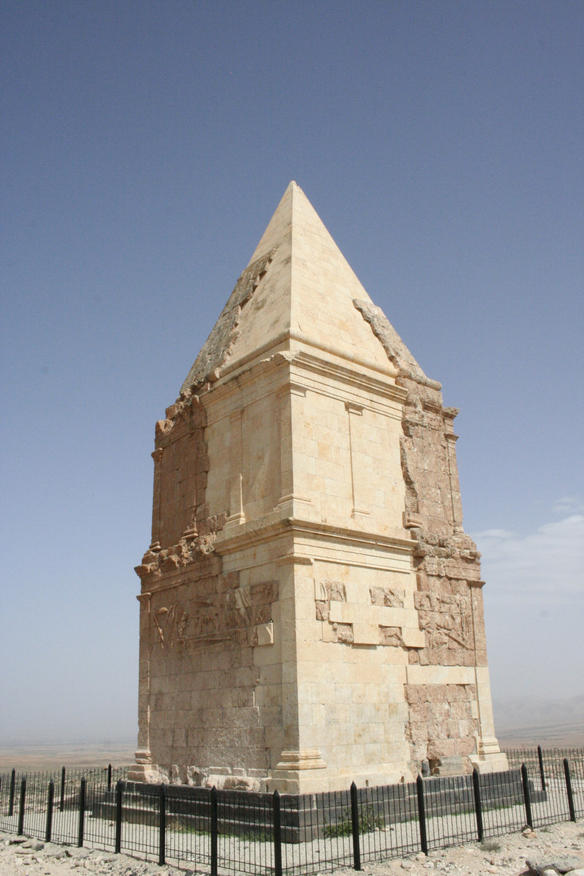
هرم مدينة الهرمل
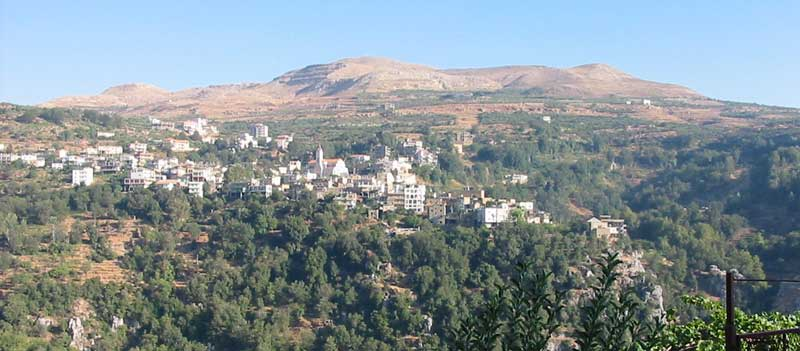
عينطورة
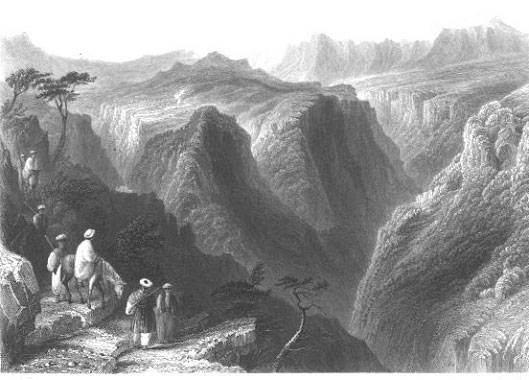
وادي قاديشا - 1860م
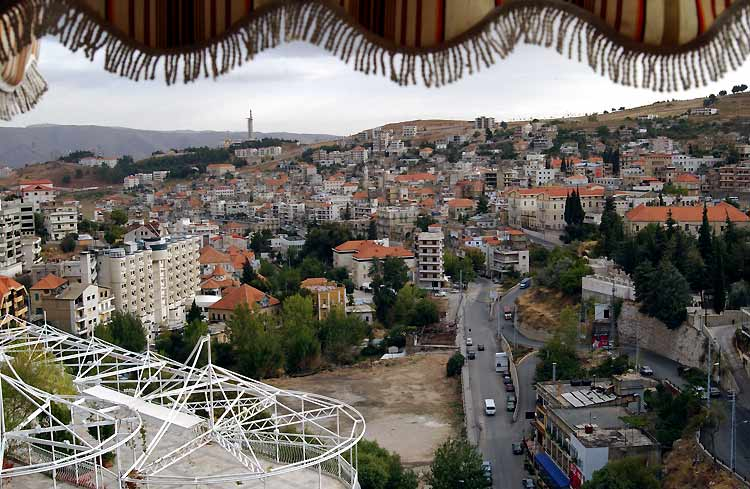
منظر لوادي زحلة
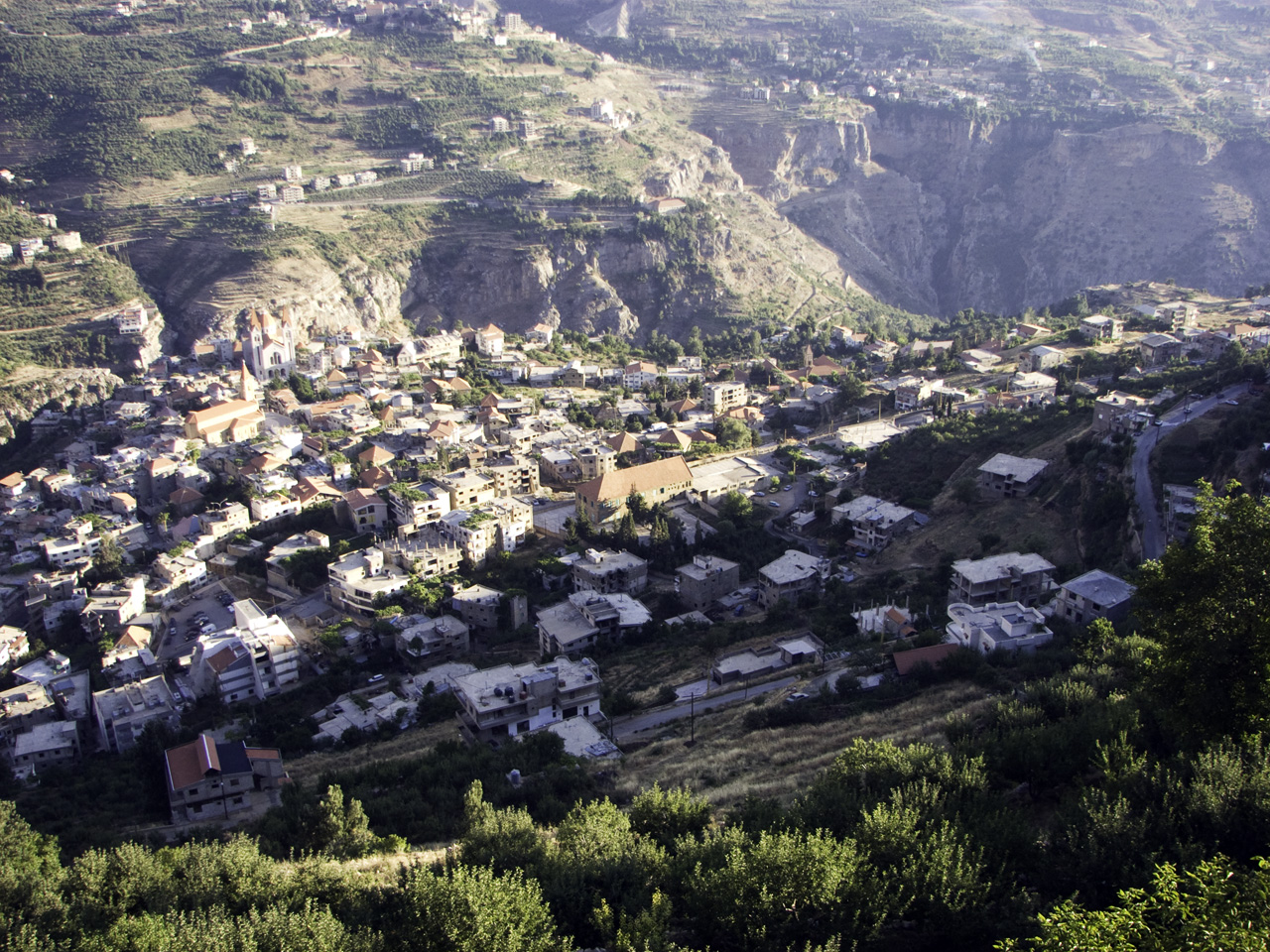
قرية بشري
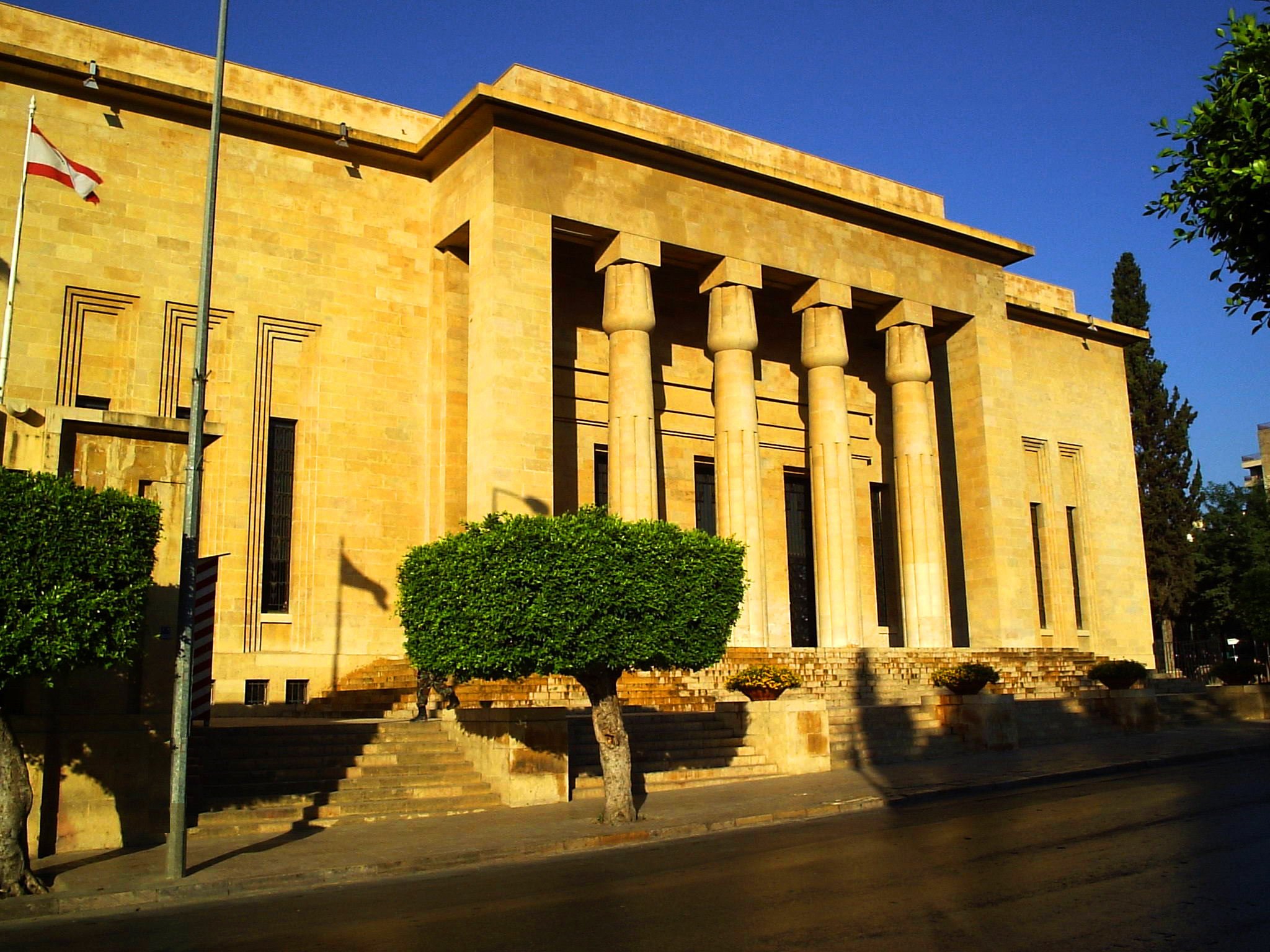
متحف بيروت الوطني
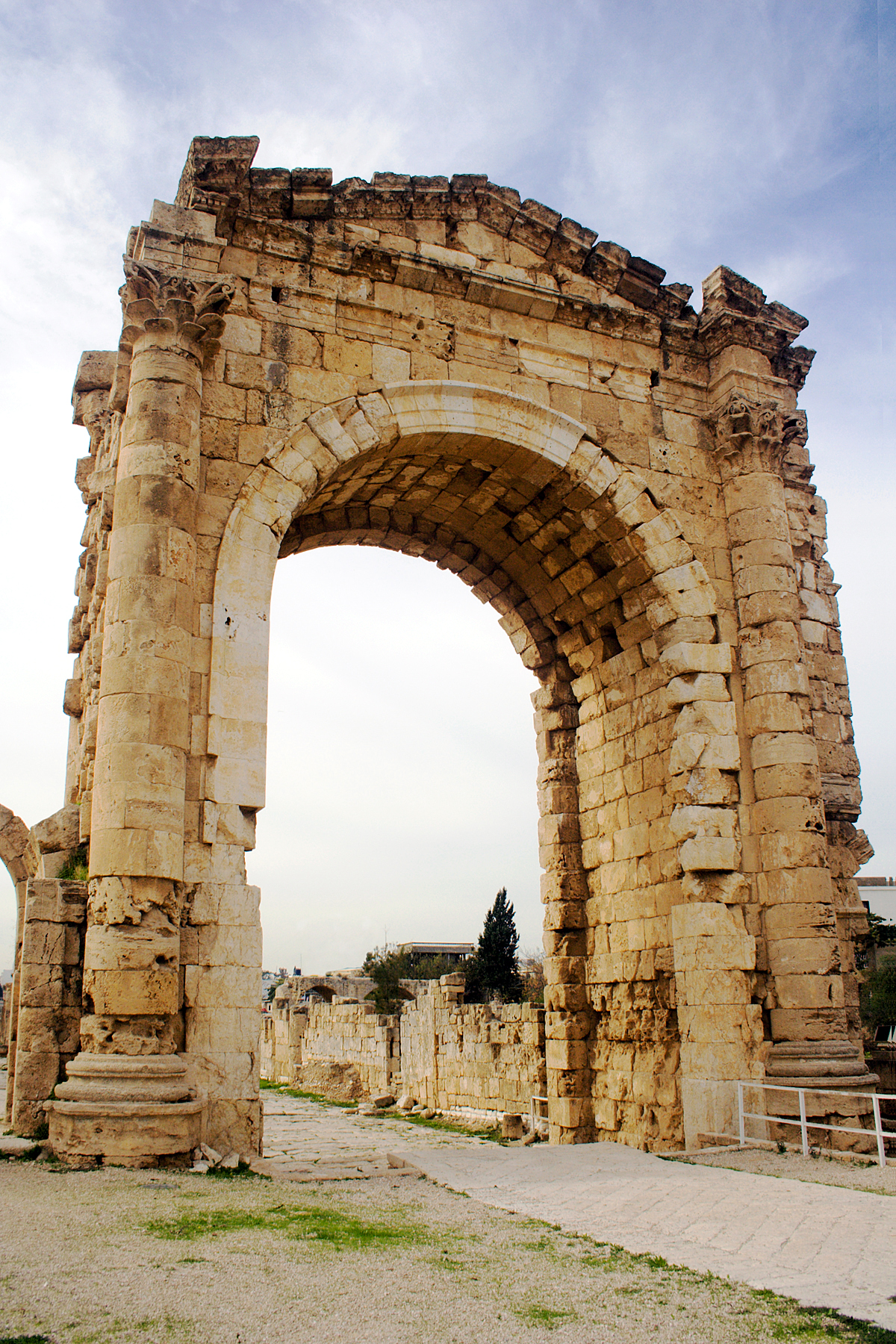
قوس النصر في صور القديمة

## راجع أيضاً
لبنان (أصل التسمية)، سكان لبنان، طوائف لبنان، محافظات لبنان، أقضية لبنان، قائمة مدن لبنان، جغرافية لبنان، اقتصاد لبنان، سياحة لبنان، تاريخ لبنان، خط زمني لتاريخ لبنان، الانتداب الفرنسي على لبنان، حرب 1948، حرب أهلية لبنانية، حرب لبنان 1982، حرب لبنان 2006، حصار بيروت، الصراع اللبناني الإسرائيلي، ثورة الأرز، أعلام لبنان، التعليم في لبنان، دستور لبنان، أحزاب سياسية في لبنان، نشيد لبنان الوطني

## وصلات خارجية
معلومات عامة
- الأحزاب السياسية في لبنان
- لبنان على مشروع الدليل المفتوح
- لبنان يصوّت (قاعدة معلومات انتخابية شاملة)
- صور من لبنان
- لبنان - لوكاليبان
- تاريخ لبنان - فيديو - يوتيوب على يوتيوب
- صفحات عن لبنان - موقع المشرق

إعلام وأخبار
| - الوكالة الوطنية للإعلام (رسمي) - الوكالة المركزية للأنباء - المؤسسة اللبنانية للإرسال - MTV - OTV - تلفزيون المنار - إذاعة النور - تلفزيون المستقبل - صحيفة الأخبار (بالعربية) - صحيفة الأنوار (بالعربية) - صحيفة البلد (بالعربية) - صحيفة السفير (بالعربية) - صحيفة اللواء (بالعربية) - صحيفة النهار (بالعربية) - النهار نت (بوابة أخبار لبنانية) (بالإنجليزية) (بالعربية) | - The Daily Star (بالإنجليزية) - القوات اللبنانية - التيار الوطني الحر - L'Orient-Le Jour - Aztag Daily - موقع الصحيفة الأرمنية أزتاك - وكالة ليبان برس (عناوين للأخبار اللبنانية) (بالعربية) (بالإنجليزية) (بالفرنسية) - Lebanese Tag (بالعربية)(بالإنجليزية) - NOW Lebanon (بالعربية)(بالإنجليزية) - IRIN أنباء الإنسانية للأمم المتحدة - يا لبنان (بالإنجليزية) - صيدون نيوز (بوابة أخبار صيدا) (بالعربية) - ليبانون فايلز - موقع لبنان(مجموعة لبنان الإجتماعية الإعلامية)(بالعربية) |

مواقع حكومية
| - البوابة الحكومية اللبنانية للمعلومات - الموقع الرسمي لرئاسة الجمهورية اللبنانية - الموقع الرسمي للبرلمان اللبناني (بالعربية)(بالفرنسية) - إدارة الإحصاء المركزي - الموقع الرسمي للقوات المسلحة اللبنانية - وزارة السياحة اللبنانية | - قوى الأمن الداخلي - موقع الجمارك اللبنانية - المصرف المركزي اللبناني - بورصة بيروت - بعثة لبنان الدائمة لدى الأمم المتحدة - أسماء رؤساء الدولة وأعضاء الحكومة اللبنانية - الخطة الشاملة لترتيب الأراضي اللبنانية ـ مجلس الإنماء والإعمار CDR-SDATL |

| منظمات غير حكومية - مركز الديمقراطية في لبنان (بالإنجليزية) | جمعيات تثقيفية ومنظمات لا تبتغي الربح - الأكاديمية اللبنانية للعلوم - مركز المعلومات اللبناني العالمي - معهد اللغة اللبنانية |

مواقع ثقافية وتعليمية
| - مواقع التراث العالمي في لبنان بحسب الأونيسكو - مهرجان البستان، بيت مري - مهرجانات بعلبك الدولية - مهرجانات بيت الدين - مهرجان دير القمر | - مهرجانات صور - مهرجانات جبيل - جريدة أخبار الجالية اللبنانية - متحف بيروت الوطني - دليل لبنان السياحي الشامل - ثقافة لبنان - الحياة الليلية - فيديو - يوتيوب على يوتيوب - فيديو صيف لبنان - يوتيوب على يوتيوب |